# Laguiole (Aveyron)
Pour les articles homonymes, voir Laguiole.
Laguiole (prononcé [lajɔlə] ou [lajɔl]) est une commune française située dans le département de l'Aveyron en région Occitanie. Ses habitants sont appelés les Laguiolais et Laguiolaises.
Le patrimoine architectural de la commune comprend quatre immeubles protégés au titre des monuments historiques : l'église Saint-Matthieu, inscrite en 1927, le château de la Boissonnade, inscrit en 1928, l'ancien presbytère (hospice), inscrit en 1928 et le château d'Oustrac, inscrit en 2007.

## Géographie

### Localisation
La commune est située dans le Massif central sur le plateau central de l'Aubrac aveyronnais, classé en zone Natura 2000,.

### Communes limitrophes
Les communes limitrophes sont Argences en Aubrac, Cassuéjouls, Curières, La Trinitat, Montpeyroux, Soulages-Bonneval et Saint-Urcize.

### Climat
Pour des articles plus généraux, voir Climat de l'Occitanie et Climat de l'Aveyron.
En 2010, le climat de la commune est de type climat de montagne, selon une étude s'appuyant sur une série de données couvrant la période 1971-2000. En 2020, Météo-France publie une typologie des climats de la France métropolitaine dans laquelle la commune est exposée à un climat de montagne et est dans la région climatique Sud-est du Massif Central, caractérisée par une pluviométrie annuelle de 1 000 à 1 500 mm, minimale en été, maximale en automne.
Pour la période 1971-2000, la température annuelle moyenne est de 8,4 °C, avec une amplitude thermique annuelle de 15,4 °C. Le cumul annuel moyen de précipitations est de 1 279 mm, avec 11,5 jours de précipitations en janvier et 7,2 jours en juillet. Pour la période 1991-2020, la température moyenne annuelle observée sur la station météorologique installée sur la commune est de 8,9 °C et le cumul annuel moyen de précipitations est de 1 441,2 mm,. Pour l'avenir, les paramètres climatiques de la commune estimés pour 2050 selon différents scénarios d'émission de gaz à effet de serre sont consultables sur un site dédié publié par Météo-France en novembre 2022.
| Mois                                  | jan.            | fév.           | mars          | avril         | mai           | juin            | jui.          | août         | sep.          | oct.          | nov.            | déc.          | année    |
| ------------------------------------- | --------------- | -------------- | ------------- | ------------- | ------------- | --------------- | ------------- | ------------ | ------------- | ------------- | --------------- | ------------- | -------- |
| Température minimale moyenne (°C)     | −1,8            | −2,2           | 0,5           | 2,7           | 6,2           | 9,6             | 11,5          | 11,5         | 8,3           | 5,8           | 1,6             | −0,8          | 4,4      |
| Température moyenne (°C)              | 1,5             | 1,6            | 4,8           | 7,4           | 11,3          | 15,1            | 17,3          | 17,3         | 13,4          | 9,9           | 5,1             | 2,5           | 8,9      |
| Température maximale moyenne (°C)     | 4,9             | 5,5            | 9,2           | 12,1          | 16,4          | 20,5            | 23,1          | 23,1         | 18,5          | 14,1          | 8,6             | 5,8           | 13,5     |
| Record de froid (°C) date du record   | −21 12.01.1987  | −21 10.02.1986 | −16 01.03.05  | −9 04.04.1983 | −4 05.05.1977 | −1,5 04.06.1984 | 1 07.07.16    | 0 30.08.1986 | −1 29.09.1993 | −6 29.10.12   | −11 22.11.1998  | −16 18.12.10  | −21 1987 |
| Record de chaleur (°C) date du record | 18,5 16.01.1993 | 21 27.02.19    | 22 21.03.1990 | 24 09.04.11   | 28,5 29.05.01 | 35,5 28.06.19   | 37 30.07.1983 | 35 12.08.03  | 31 17.09.1987 | 26,5 02.10.11 | 23,5 02.11.1981 | 20 29.12.1983 | 37 1983  |
| Précipitations (mm)                   | 130             | 106,3          | 108,7         | 128,6         | 123,9         | 94              | 83,4          | 93,7         | 122,7         | 138,7         | 157,5           | 153,7         | 1 441,2  |

## Urbanisme

### Typologie
Au 1er janvier 2024, Laguiole est catégorisée bourg rural, selon la nouvelle grille communale de densité à 7 niveaux définie par l'Insee en 2022.
Elle est située hors unité urbaine et hors attraction des villes,.

## Toponymie

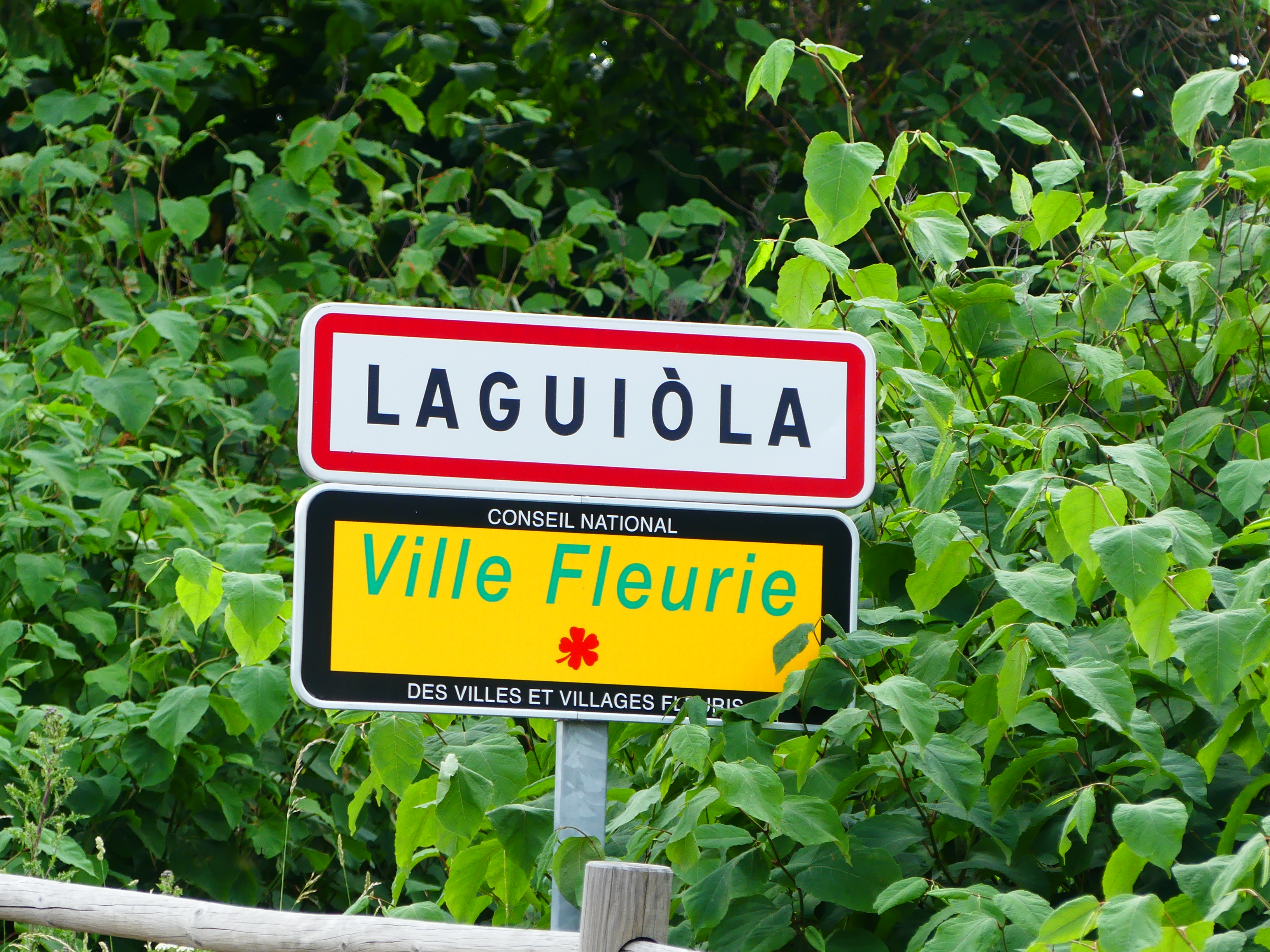
Panneau (erroné) en occitan.

Le nom de la commune, La Glaziole, La Gleysolle, La Glaiole, La Gléole, La Guiolle au XIIIe siècle vient de l'occitan la glèisòla signifiant « la petite église »,.
Son nom en occitan est La Guiòla.

## Histoire

### Moyen Âge
Le Rouergue est conquis en 767 par Pépin le Bref et les ducs d'Aquitaine. Il reste sous la dépendance des comtes de Rouergue jusqu'à la mort de Jeanne de Toulouse et de son mari Alphonse de Poitiers, en 1271. Le comté passe ensuite sous la dépendance directe des rois de France. Les Albigeois s'en sont emparés en 1208 et en ont été chassés en 1210 par Jean de Beaumont, seigneur de Thénières. Les Anglais prennent le Fort de Laguiole et ses environs en 1355 mais en sont chassés quelques années plus tard.

Laguiole était l'une des quatre châtellenies du Rouergue. Elle comprenait outre Laguiole, Curières et la Roquette Bonneval.
Par lettres patentes données le 29 mai 1369, le roi Charles V étant au bois de Vincennes, donne la châtellenie de Laguiole et les trois autres du Rouergue au comte de Rodez, dont Laguiole, à Jean d'Armagnac qui l'a aidé pour lutter contre les Anglais.

### Époque moderne
Les huguenots de Chirac pillent Laguiole le 10 janvier 1588. Le comté de Rodez revient par héritage à la maison d'Albret. Le comté revient au domaine royal quand Henri de Navarre, comte de Rodez, devient le roi de France Henri IV, en 1589. Le Fort de Laguiole était toujours debout d'après un acte du notaire Brunel, en 1620, mais n'existait plus en 1735.

## Politique et administration

### Liste des maires

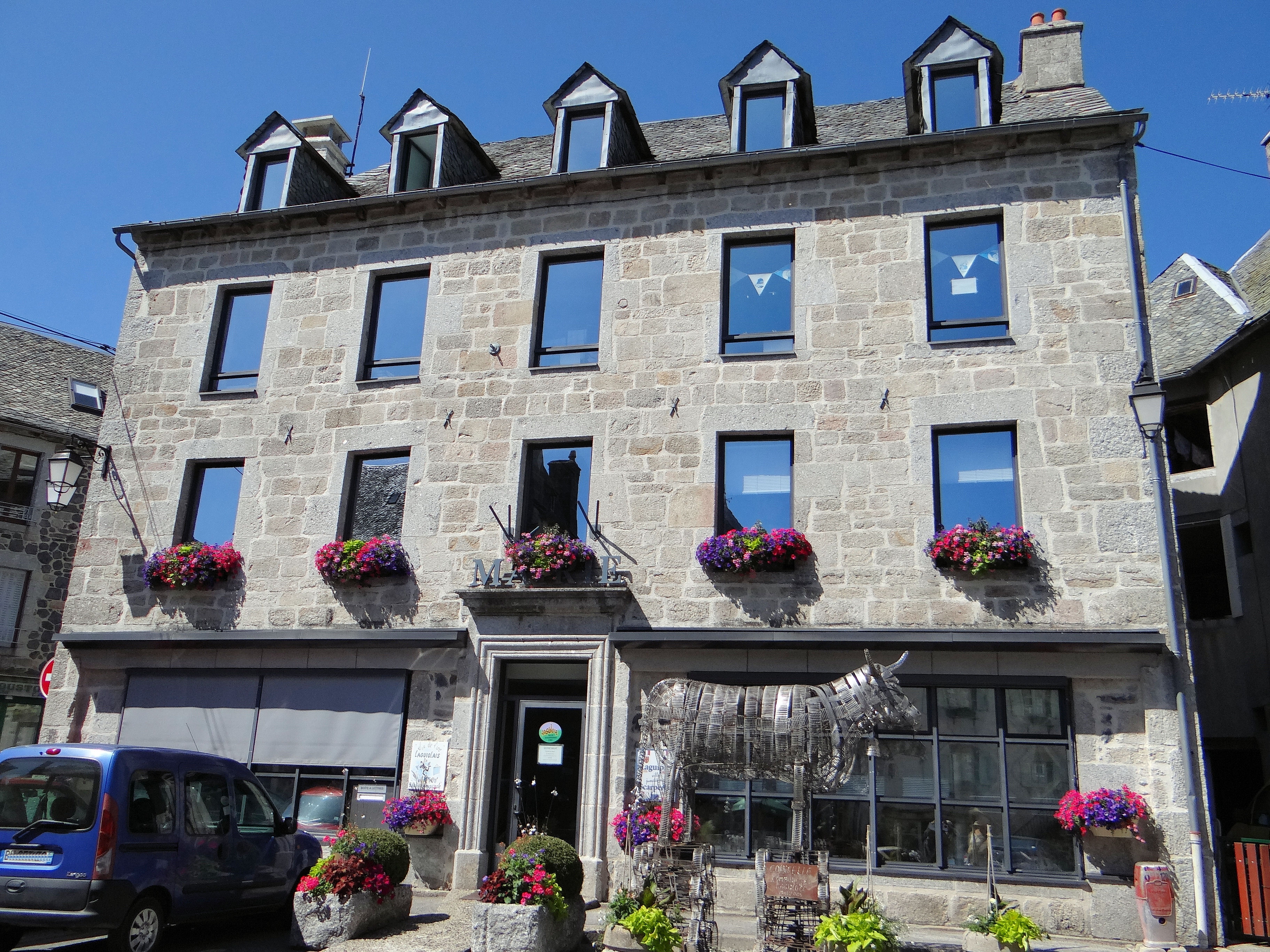
La mairie.

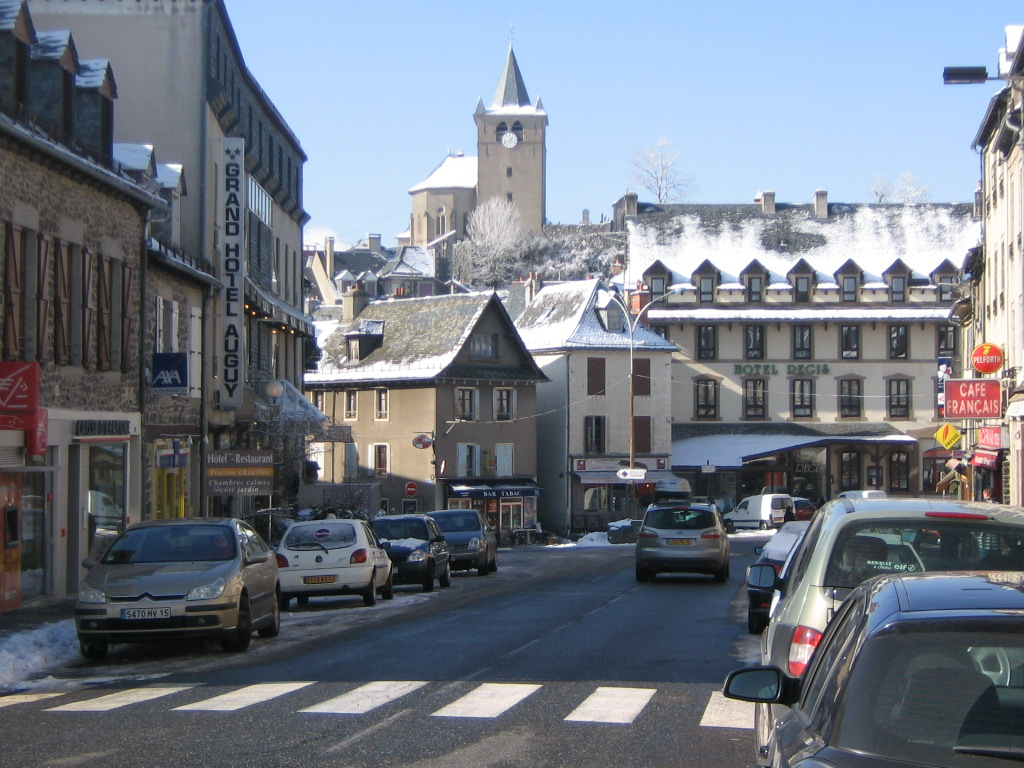
Rue principale.

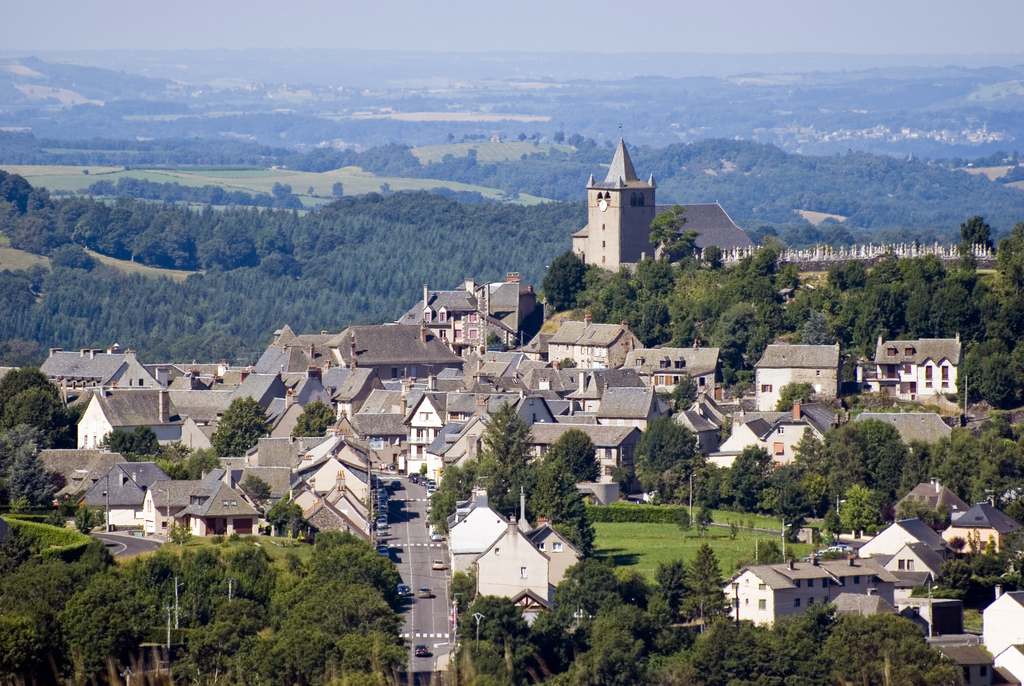
Vue d'ensemble.

| Période                                  | Période  | Identité                   | Étiquette    | Qualité |
| ---------------------------------------- | -------- | -------------------------- | ------------ | --- |
| 1790                                     | 1792     | Pierre Baduel              |              | |
| 1792                                     | 1794     | G.A. Montvallat            |              | |
| 1794                                     | 1800     | Pierre Baduel              |              | |
| 1800                                     | 1802     | G.A. Montvallat            |              | |
| 1802                                     | 1813     | Labarthe                   |              | |
| 1814                                     | 1817     | Pierre Baduel              |              | |
| 1817                                     | 1825     | Labarthe                   |              | |
| 1826                                     | 1830     | Moulines                   |              | |
| 1830                                     | 183?     | Recoussines                |              | |
| 183?                                     | ?        | M. Baduel aîné             |              | Conseiller d'arrondissement                                                                                   |
| 1852                                     | 1870     | Alexandre Baduel d'Oustrac | Droite       | Conseiller général du canton de Laguiole (1851-1874)                                                          |
| 1870                                     | 1878     | Jules Baduel d'Oustrac     | Droite       | Conseiller général du canton de Laguiole (1875-1878) décédé en fonctions                                      |
| 1881                                     | 1882     | Neyrolles                  |              | |
| 1882                                     | 1898     | Salettes                   |              | |
| 1898                                     | 1904     | Valadier                   |              | |
| 1904                                     | 1915     | Prat                       |              | |
| 1915                                     | 1919     | Viala                      |              | Adjoint faisant fonction de maire                                                                             |
| 1919                                     | 1921     | Joseph Baduel              |              | |
| 1922                                     | 1926     | Dijols                     |              | |
| 1926                                     | 1929     | Bergounhon                 |              | |
| 1929                                     | 1943     | Théophile Malet            | Conservateur | Conseiller général du canton de Laguiole (1932-1940)                                                          |
| 1943                                     | 1944     | Alexandre Cayla            |              | Président de la délégation spéciale nommé par le Gouvernement de Vichy Nommé conseiller départemental en 1943 |
| 1944                                     | 1945     | G. Dupuy                   |              | |
| 1945                                     | 1953     | Théophile Malet            | Droite       | |
| 1953                                     | 1959     | Lucien Tenegal             |              | |
| 1959                                     | 1971     | A. Cayla                   |              | |
| 1971                                     | 1979     | Guy Dumas                  | DVD          | |
| 1979                                     | 1989     | Jean-Louis Cromieres       | SE           | |
| 1989                                     | 2001     | Guy Dumas                  | DVD          | Conseiller général du canton de Laguiole (1985-2011)                                                          |
| 2001                                     | En cours | Vincent Alazard,           |              | Agriculteur sur moyenne exploitation                                                                          |
| Les données manquantes sont à compléter. |          |                            |              | |

### Jumelages

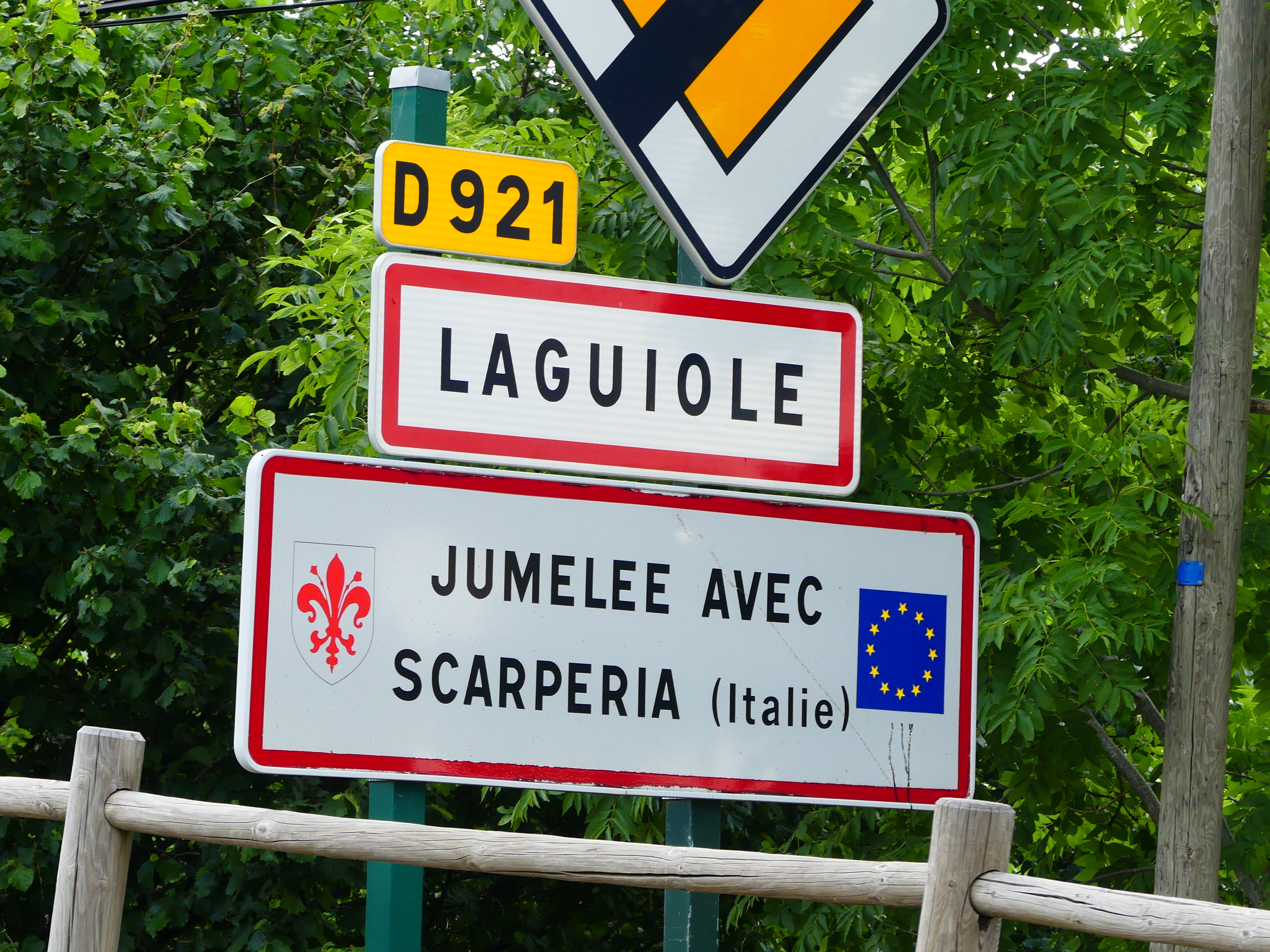
Panneau de jumelage de Laguiole.

Scarperia (Italie) commune italienne de la province de Florence dans la région Toscane en Italie, située à environ 25 km au nord-est de Florence.

## Population et société

### Démographie
L'évolution du nombre d'habitants est connue à travers les recensements de la population effectués dans la commune depuis 1793. Pour les communes de moins de 10 000 habitants, une enquête de recensement portant sur toute la population est réalisée tous les cinq ans, les populations de référence des années intermédiaires étant quant à elles estimées par interpolation ou extrapolation. Pour la commune, le premier recensement exhaustif entrant dans le cadre du nouveau dispositif a été réalisé en 2007.

En 2022, la commune comptait 1 215 habitants, en évolution de −1,94 % par rapport à 2016 (Aveyron : +0,37 %, France hors Mayotte : +2,11 %).
| 1793  | 1800  | 1806  | 1821  | 1831  | 1836  | 1841  | 1846  | 1851  |
| ----- | ----- | ----- | ----- | ----- | ----- | ----- | ----- | ----- |
| 1 833 | 1 973 | 1 928 | 2 177 | 2 128 | 2 178 | 2 174 | 2 020 | 2 115 |

| 1856  | 1861  | 1866  | 1872  | 1876  | 1881  | 1886  | 1891  | 1896  |
| ----- | ----- | ----- | ----- | ----- | ----- | ----- | ----- | ----- |
| 1 934 | 1 837 | 1 996 | 1 989 | 1 984 | 1 930 | 1 914 | 1 941 | 1 871 |

| 1901  | 1906  | 1911  | 1921  | 1926  | 1931  | 1936  | 1946  | 1954  |
| ----- | ----- | ----- | ----- | ----- | ----- | ----- | ----- | ----- |
| 1 890 | 1 885 | 1 767 | 1 576 | 1 647 | 1 509 | 1 612 | 1 468 | 1 366 |

| 1962  | 1968  | 1975  | 1982  | 1990  | 1999  | 2006  | 2007  | 2012  |
| ----- | ----- | ----- | ----- | ----- | ----- | ----- | ----- | ----- |
| 1 262 | 1 282 | 1 291 | 1 231 | 1 264 | 1 248 | 1 260 | 1 261 | 1 230 |

| 2017  | 2022  | - | - | - | - | - | - | - |
| ----- | ----- | - | - | - | - | - | - | - |
| 1 242 | 1 215 | - | - | - | - | - | - | - |

### Éducation

#### Collège privé Saint-Matthieu
Le collège privé Saint-Matthieu accueille 73 élèves de la 6e à la 3e. Il a ouvert ses portes en 1965. Il se situe 4 rue du Foirail. C'est le seul établissement du secondaire de Laguiole.

### Sports

#### Station de sports d'hiver

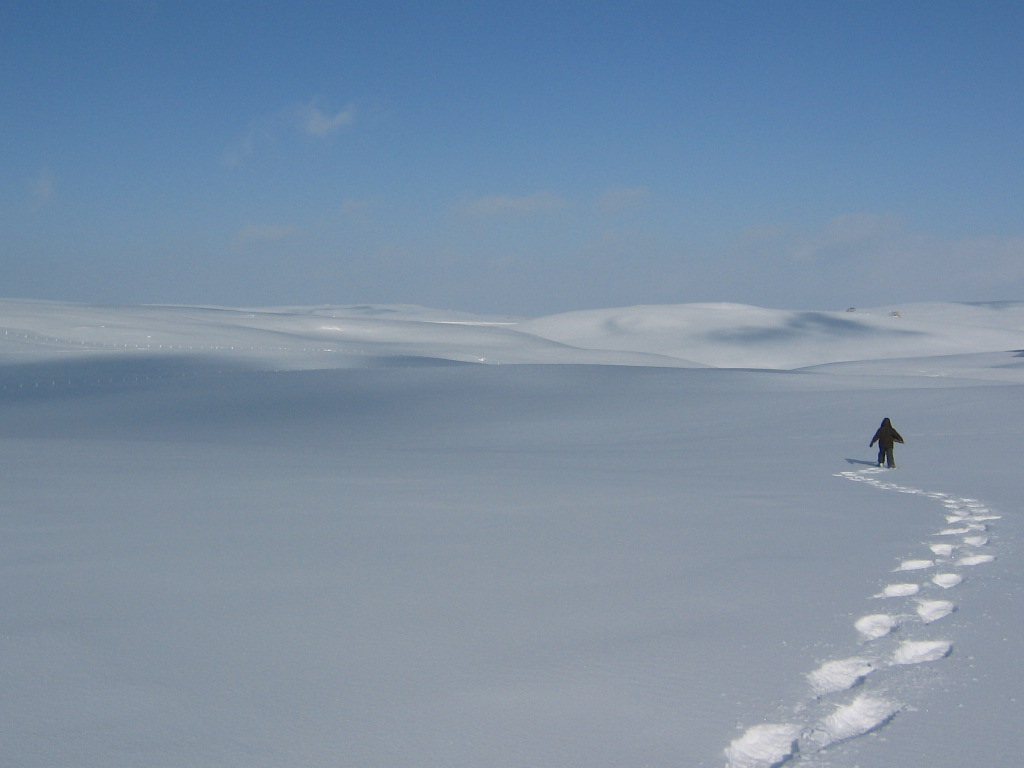
Des parcours raquettes balisés.

La station de sports d'hiver de Laguiole—Le Bouyssou est située à 10 kilomètres du village. Elle propose 14 pistes de ski alpin desservies par 11 remontées mécaniques. L'espace nordique dispose quant à lui de 50 kilomètres de pistes tracées et balisées (skating et alternatif), d'une piste de luge et des parcours raquettes balisés.

#### Village étape de randonnées
La ville se situe sur le parcours du sentier de grande randonnée de pays Tour des Monts d'Aubrac reliant les principaux villages du plateau.

## Économie

### Revenus
En 2018 (données Insee publiées en septembre 2021), la commune compte 553 ménages fiscaux, regroupant 1 145 personnes. La médiane du revenu disponible par unité de consommation est de 20 790 € (20 640 € dans le département).

### Emploi
| Division       | 2008  | 2013  | 2018  |
| -------------- | ----- | ----- | ----- |
| Commune        | 3,9 % | 5,3 % | 3,1 % |
| Département    | 5,4 % | 7,1 % | 7,1 % |
| France entière | 8,3 % | 10 %  | 10 %  |

En 2018, la population âgée de 15 à 64 ans s'élève à 706 personnes, parmi lesquelles on compte 85,3 % d'actifs (82,2 % ayant un emploi et 3,1 % de chômeurs) et 14,7 % d'inactifs,. Depuis 2008, le taux de chômage communal (au sens du recensement) des 15-64 ans est inférieur à celui de la France et du département.
La commune est hors attraction des villes,. Elle compte 1 085 emplois en 2018, contre 970 en 2013 et 877 en 2008. Le nombre d'actifs ayant un emploi résidant dans la commune est de 595, soit un indicateur de concentration d'emploi de 182,3 % et un taux d'activité parmi les 15 ans ou plus de 57,5 %.
Sur ces 595 actifs de 15 ans ou plus ayant un emploi, 497 travaillent dans la commune, soit 83 % des habitants. Pour se rendre au travail, 54,2 % des habitants utilisent un véhicule personnel ou de fonction à quatre roues, 0,3 % les transports en commun, 28,8 % s'y rendent en deux-roues, à vélo ou à pied et 16,5 % n'ont pas besoin de transport (travail au domicile).

### Activités hors agriculture

#### Secteurs d'activités
272 établissements sont implantés  à Laguiole au 31 décembre 2019. Le tableau ci-dessous en détaille le nombre par secteur d'activité et compare les ratios avec ceux du département,.
| Secteur d'activité                                                                                        | Commune | Commune | Département |
| Secteur d'activité                                                                                        | Nombre  | %       | %           |
| --- | ------- | ------- | ----------- |
| Ensemble                                                                                                  | 272     | 100 %   | (100 %)     |
| Industrie manufacturière, industries extractives et autres                                                | 41      | 15,1 %  | (17,7 %)    |
| Construction                                                                                              | 17      | 6,3 %   | (13 %)      |
| Commerce de gros et de détail, transports, hébergement et restauration                                    | 103     | 37,9 %  | (27,5 %)    |
| Information et communication                                                                              | 8       | 2,9 %   | (1,5 %)     |
| Activités financières et d'assurance                                                                      | 16      | 5,9 %   | (3,4 %)     |
| Activités immobilières                                                                                    | 12      | 4,4 %   | (4,2 %)     |
| Activités spécialisées, scientifiques et techniques et activités de services administratifs et de soutien | 37      | 13,6 %  | (12,4 %)    |
| Administration publique, enseignement, santé humaine et action sociale                                    | 24      | 8,8 %   | (12,7 %)    |
| Autres activités de services                                                                              | 14      | 5,1 %   | (7,8 %)     |

Le secteur du commerce de gros et de détail, des transports, de l'hébergement et de la restauration est prépondérant sur la commune puisqu'il représente 37,9 % du nombre total d'établissements de la commune (103 sur les 272 entreprises implantées  à Laguiole), contre 27,5 % au niveau départemental.

#### Entreprises (généralités)
Les deux entreprises ayant leur siège social sur le territoire communal qui génèrent le plus de chiffre d'affaires en 2020 sont : 
- Forge De Laguiole, fabrication de coutellerie (3 803 k€) ;
- Layole Invest, activités des sociétés holding (180 k€).

#### Une entreprise de la commune: Coopérative Jeune Montagne
Installée sur le plateau de l’Aubrac, cette coopérative agricole fabrique de l’aligot (marque « L'Aligot de l’Aubrac ») et une tome fraîche (marque « La Tome Fraîche de l’Aubrac »), elle est également le fabricant de la version industrielle du fromage laguiole avec 15 000 tonnes de lait transformé par année.

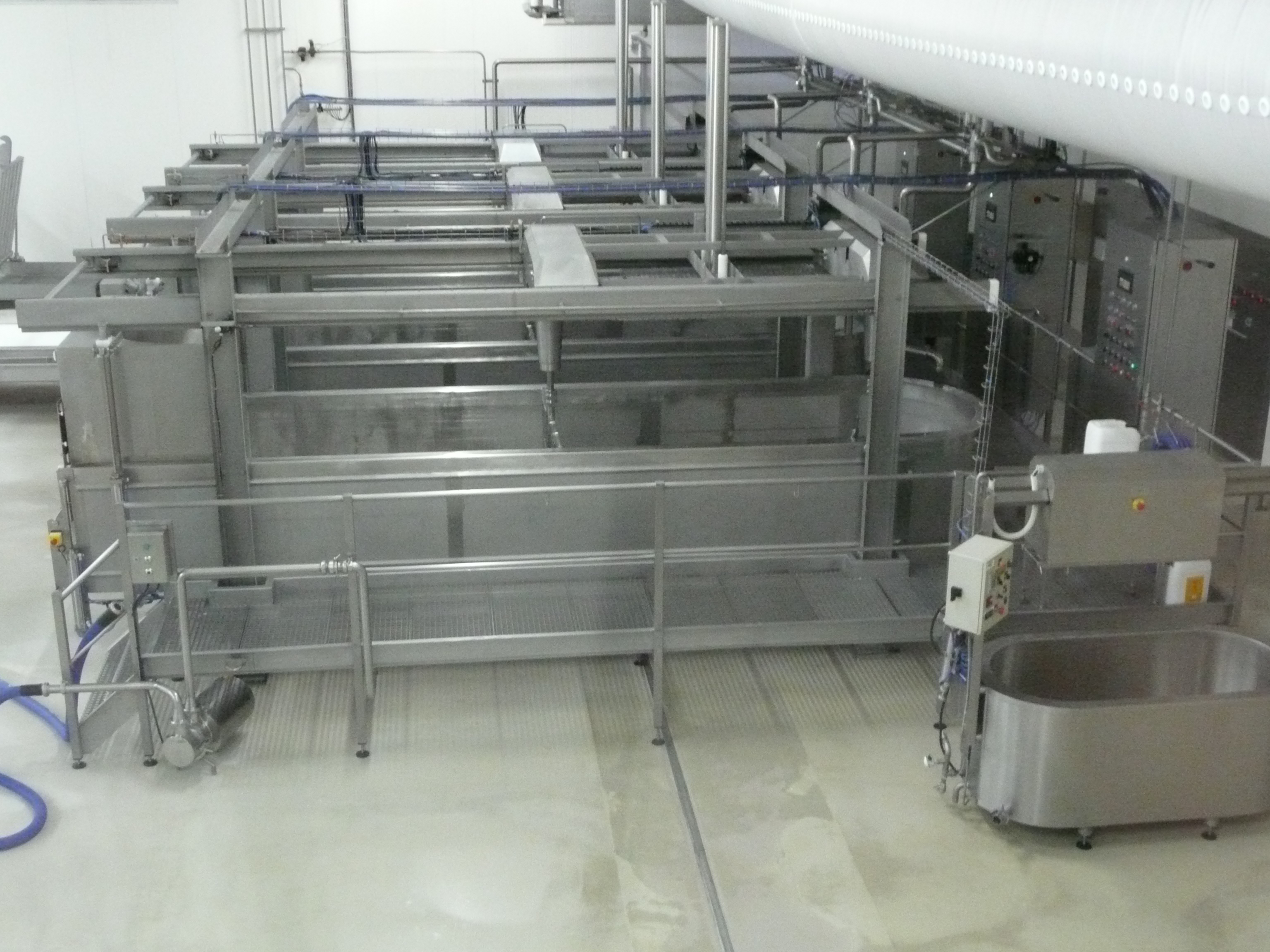
Les cuves dans lesquelles les opérateurs font cailler le lait cru.
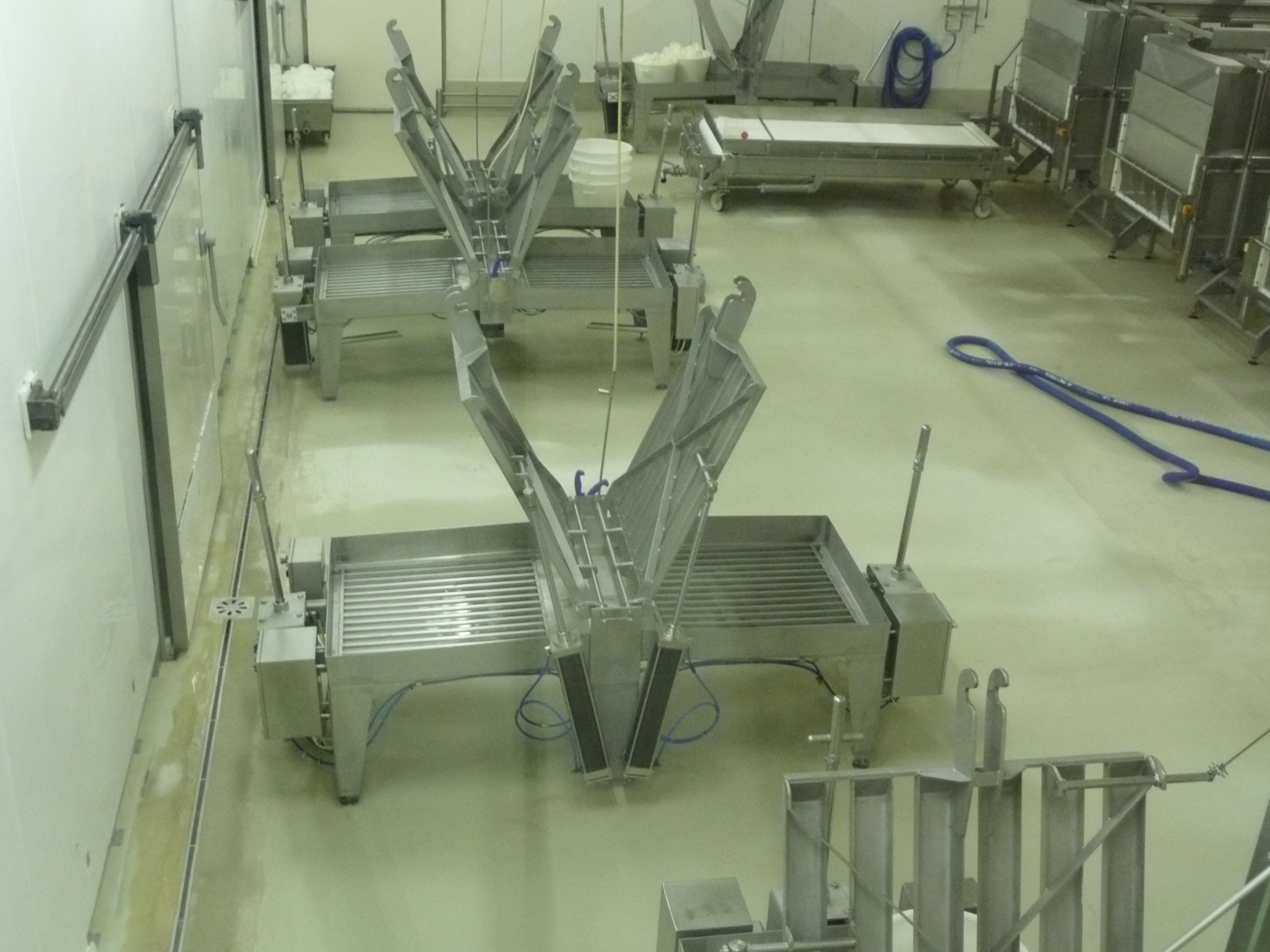
Les presses dans lesquelles le caillé obtenu est pressé.
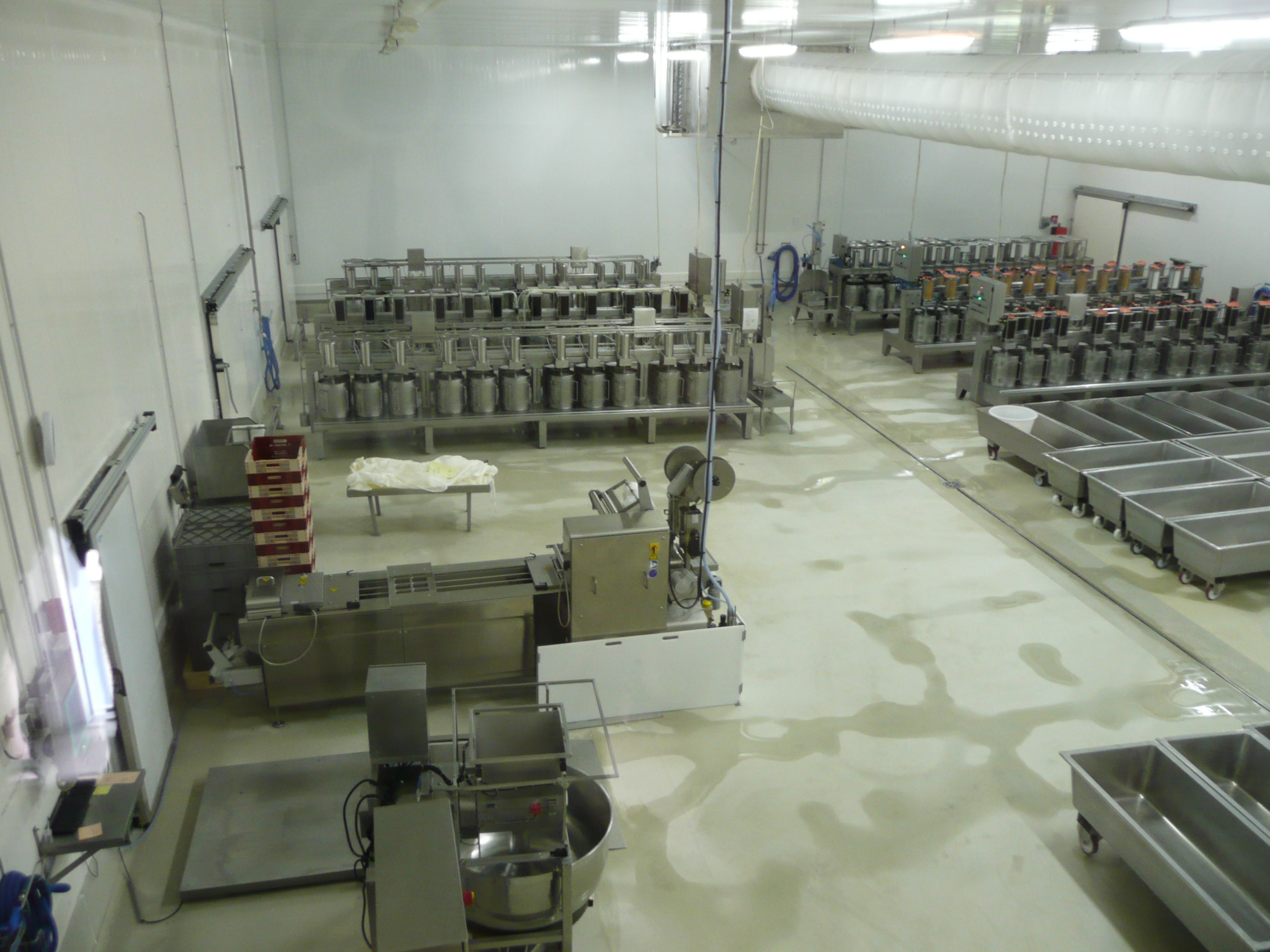
La bouilleuse dans laquelle les tomes sont égrainées et les presses qui créent les fourmes.
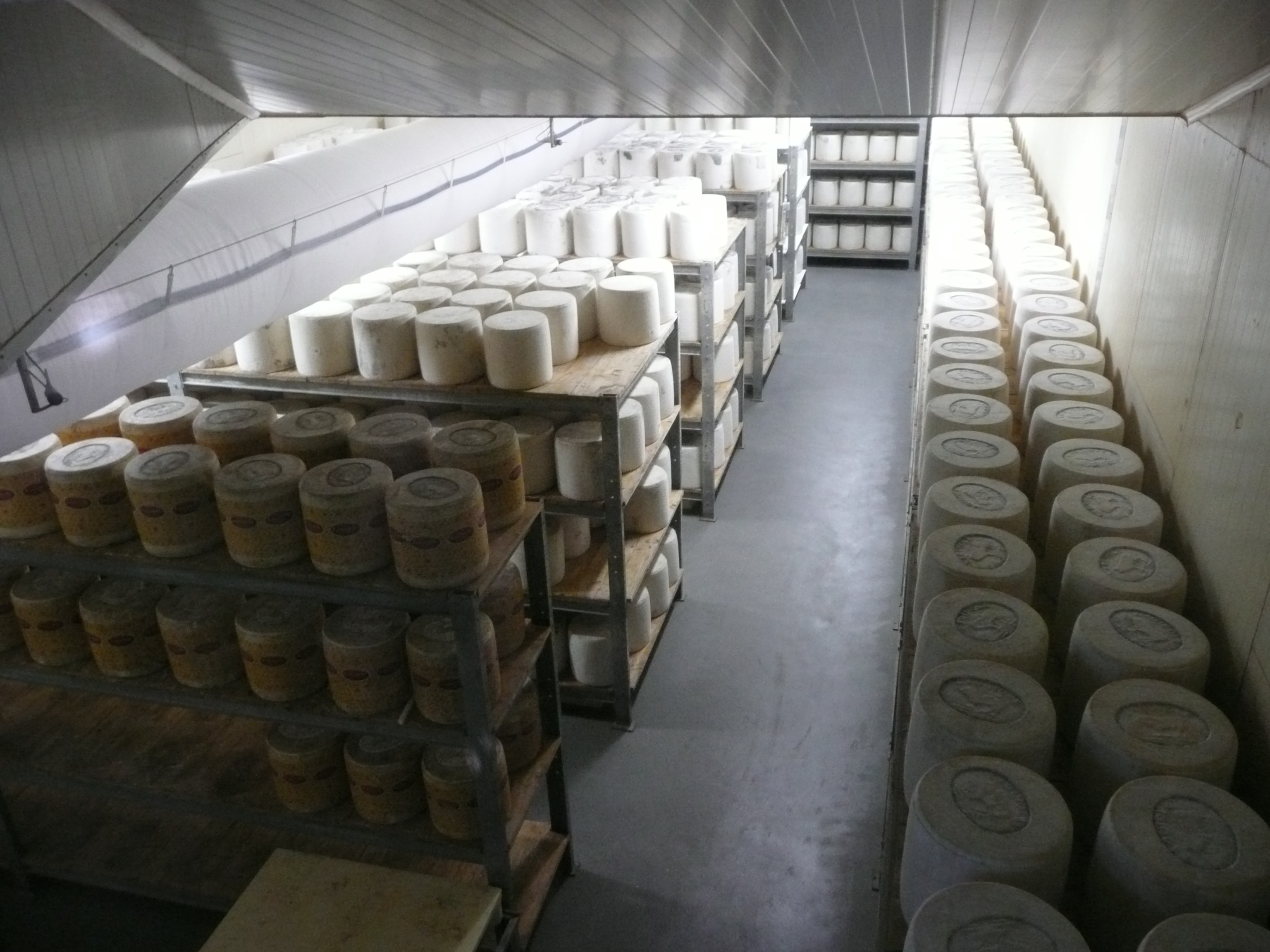
La cave d'affinage pour les fourmes.

### Agriculture
La commune est dans l'Aubrac, une petite région agricole occupant le nord du département de l'Aveyron. En 2020, l'orientation technico-économique de l'agriculture  sur la commune est l'élevage bovin, orientation mixte lait et viande.
|               | 1988  | 2000  | 2010  | 2020  |
| ------------- | ----- | ----- | ----- | ----- |
| Exploitations | 84    | 65    | 72    | 59    |
| SAU (ha)      | 5 423 | 5 937 | 6 070 | 6 082 |

Le nombre d'exploitations agricoles en activité et ayant leur siège dans la commune est passé de 84 lors du recensement agricole de 1988  à 65 en 2000 puis à 72 en 2010 et enfin à 59 en 2020, soit une baisse de 30 % en 32 ans. Le même mouvement est observé à l'échelle du département qui a perdu pendant cette période 51 % de ses exploitations,. La surface agricole utilisée sur la commune a quant à elle augmenté, passant de 5 423 ha en 1988 à 6 082 ha en 2020. Parallèlement la surface agricole utilisée moyenne par exploitation a augmenté, passant de 65 à 103 ha.

## Culture locale et patrimoine

### Édifices religieux
- Église Saint-Félix d'Alcorn.
- Église Saint-Jean-Baptiste de Montmaton.

#### Église Saint-Matthieu
Inscrite aux monuments historiques en 1927.

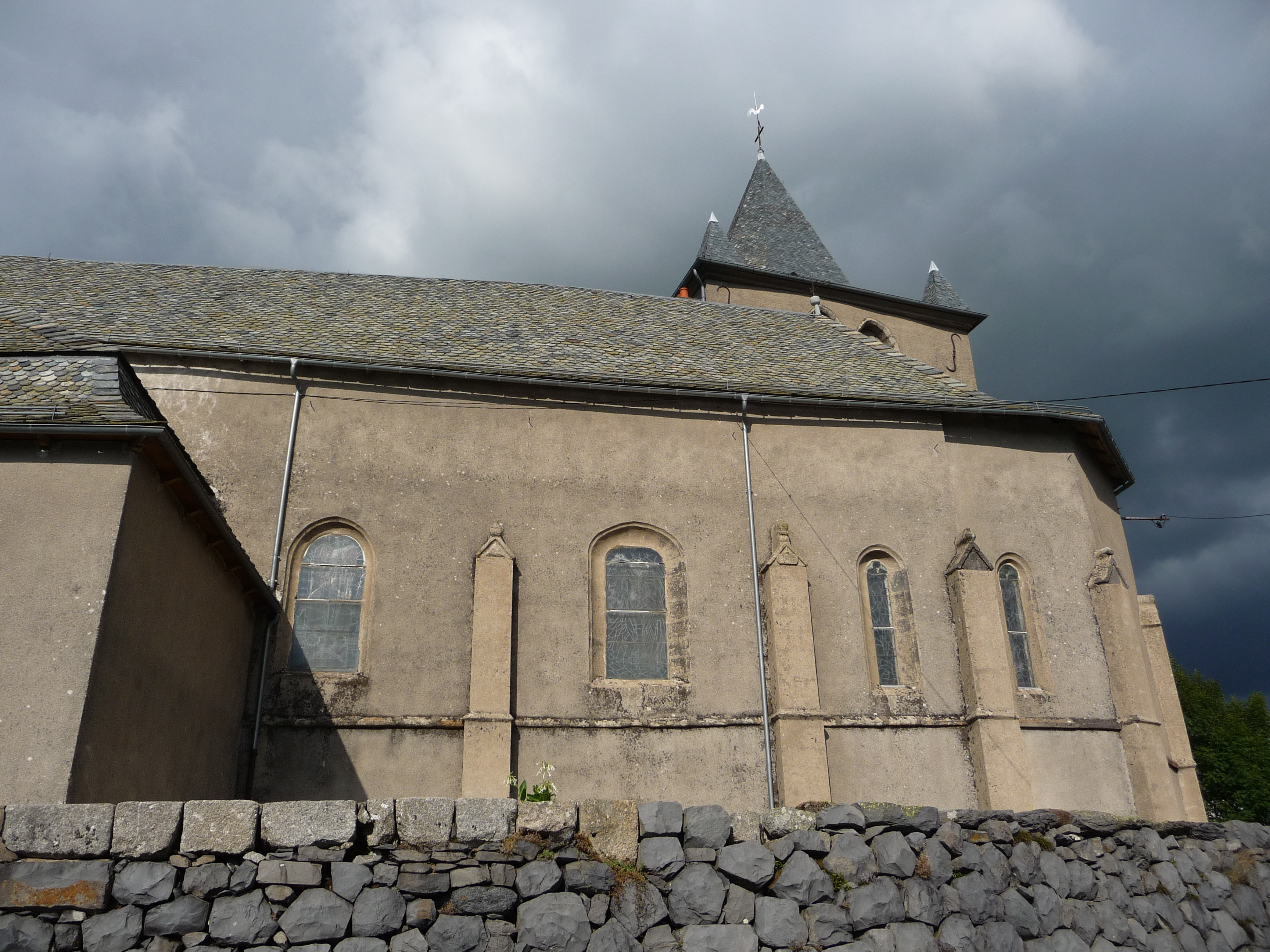
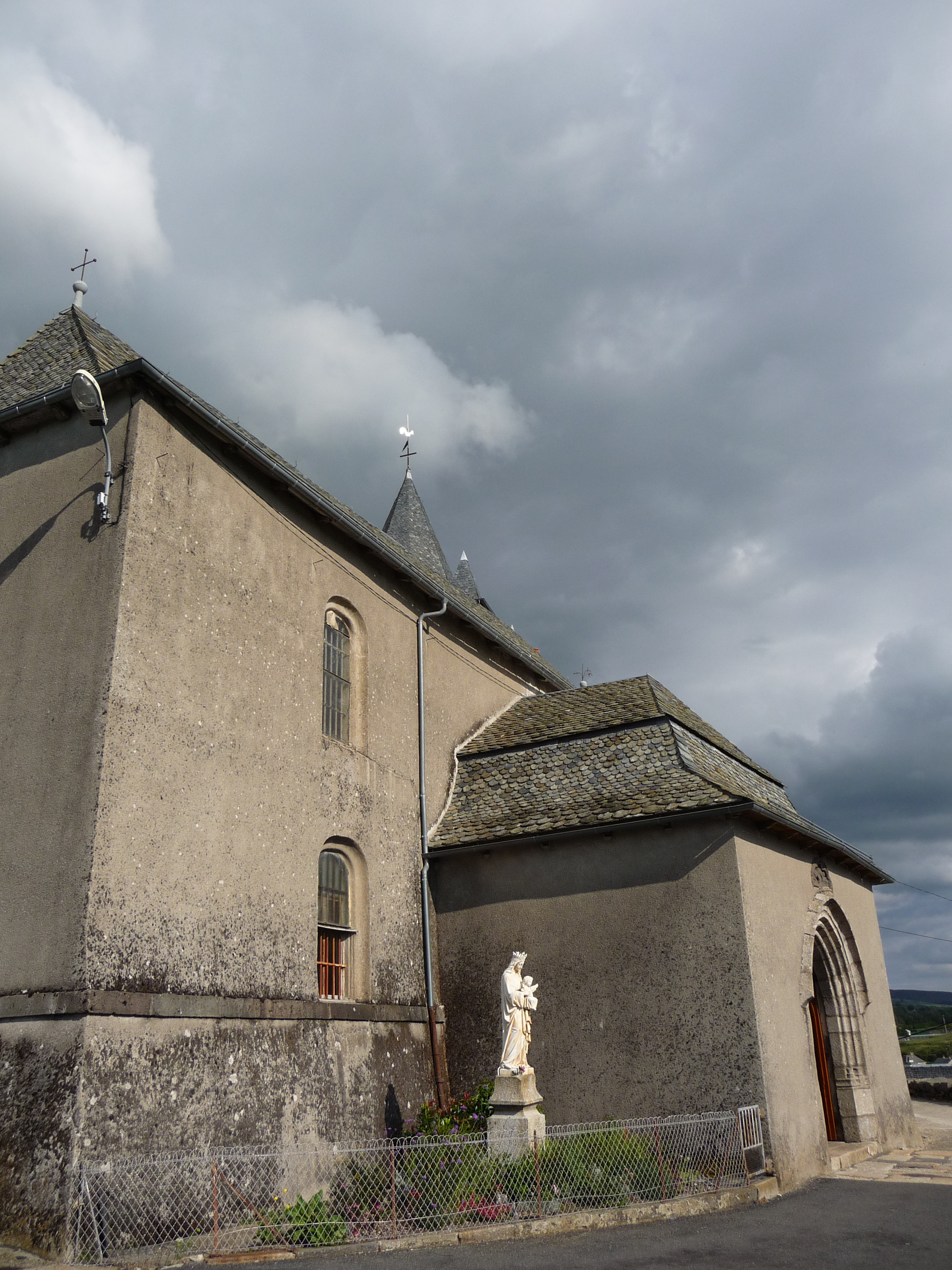
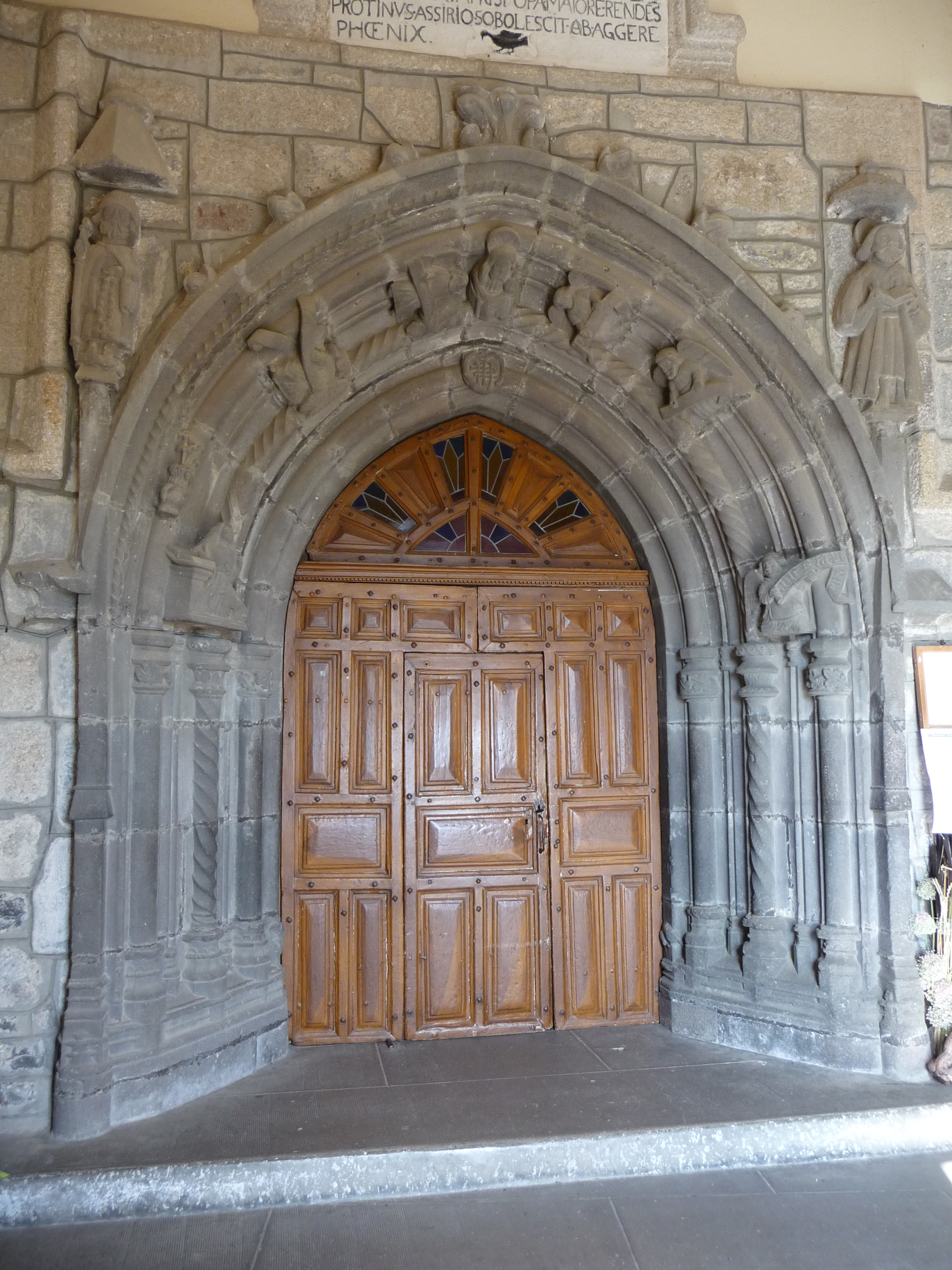
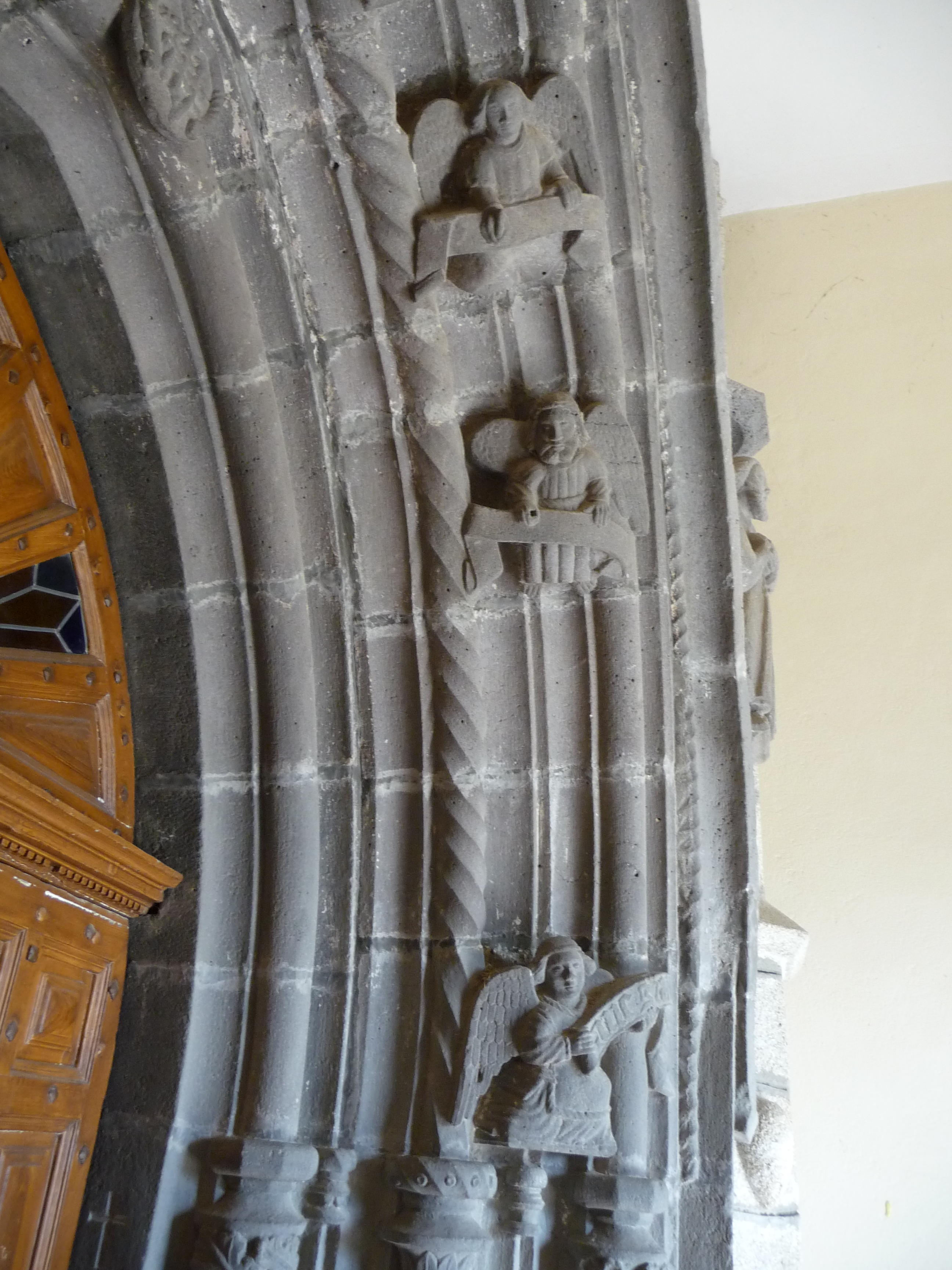
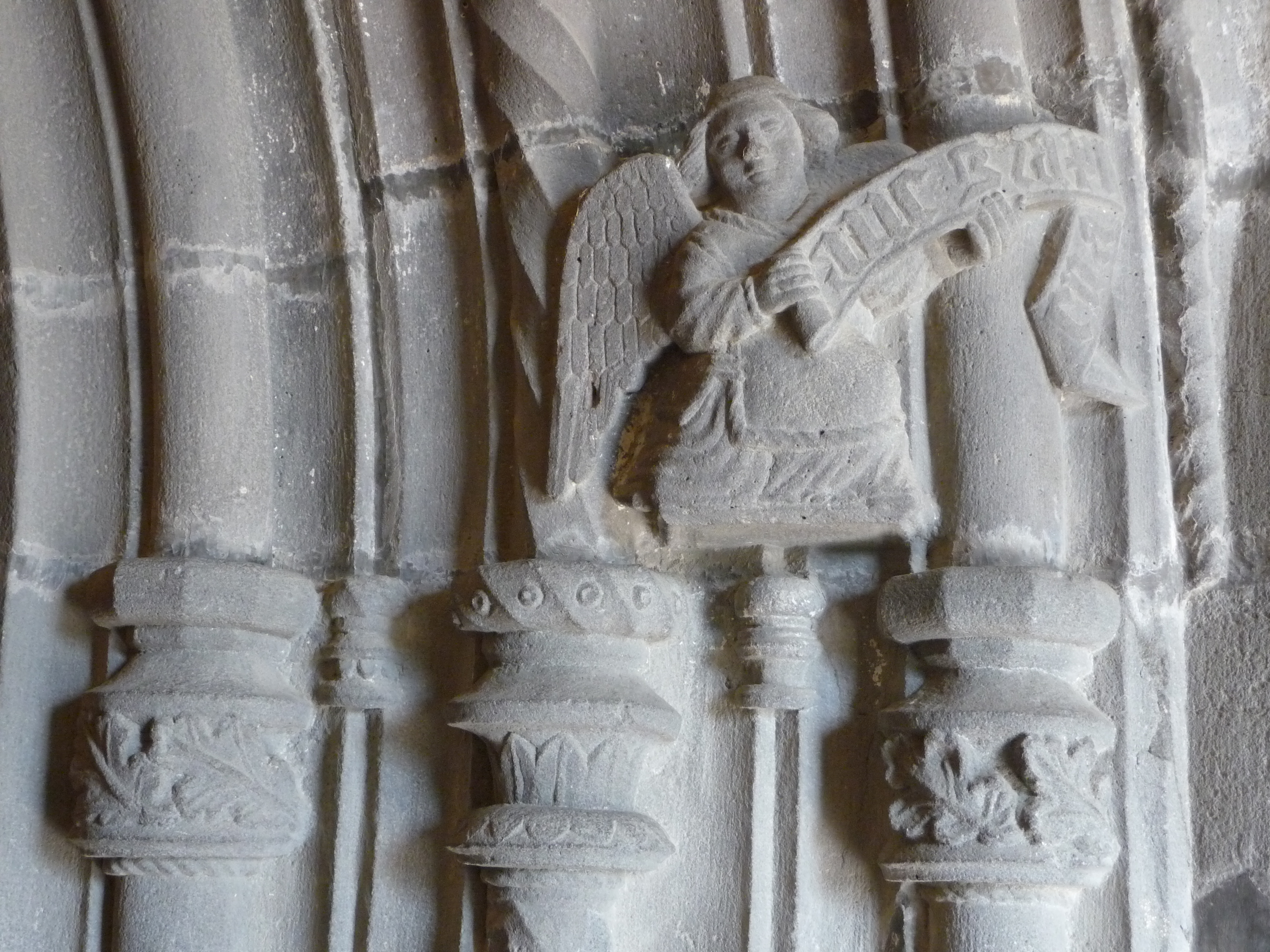

#### Hospice
Inscrit aux monuments historiques en 1928.
Le bâtiment a été acquis en 2018 par TWELVE Whisky d'Aubrac, qui mature dans ses caves une partie de ses single malts. 
Hospice ou ancien presbytère, avec la croix de l'ancien séminaire.

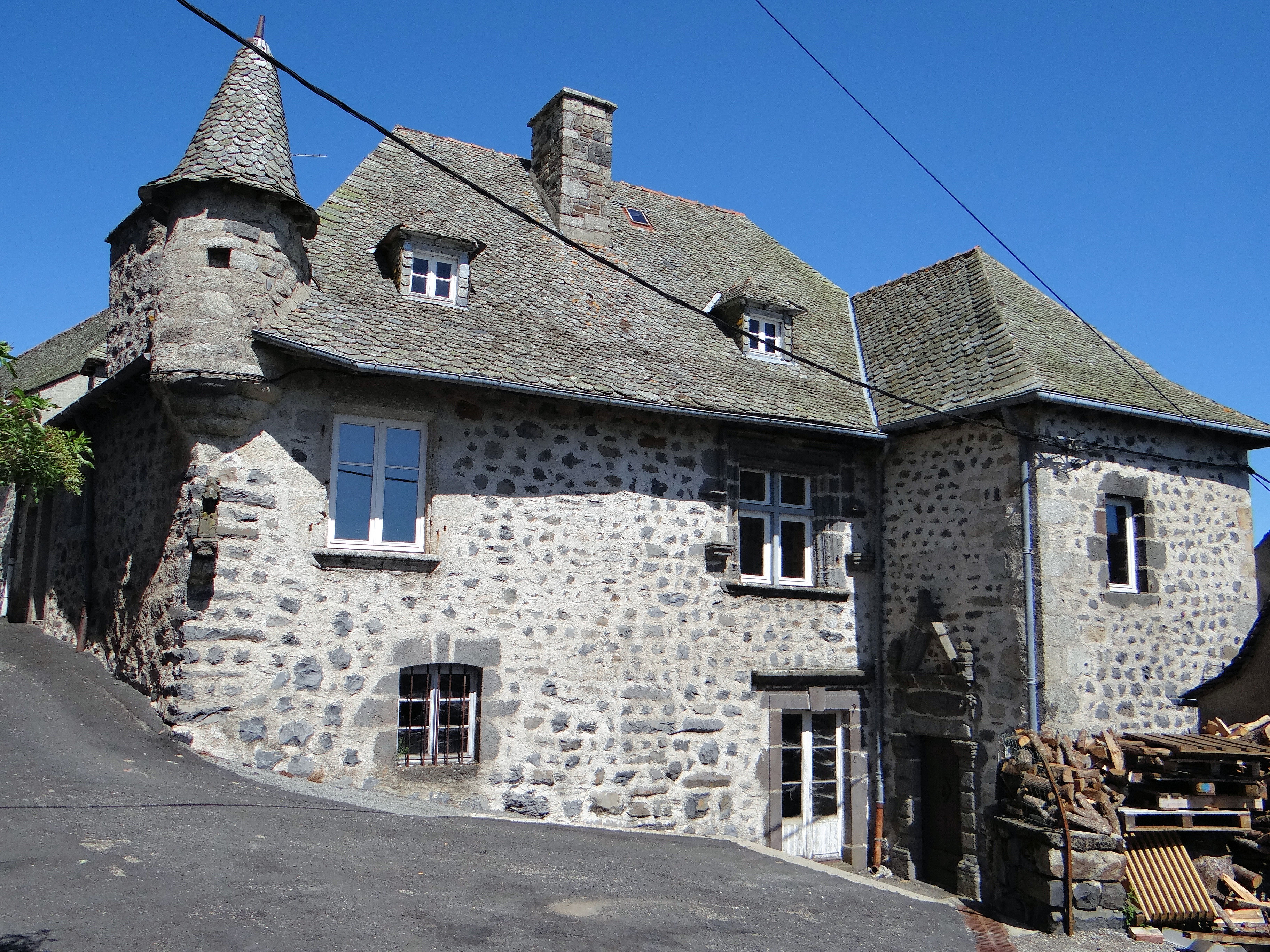
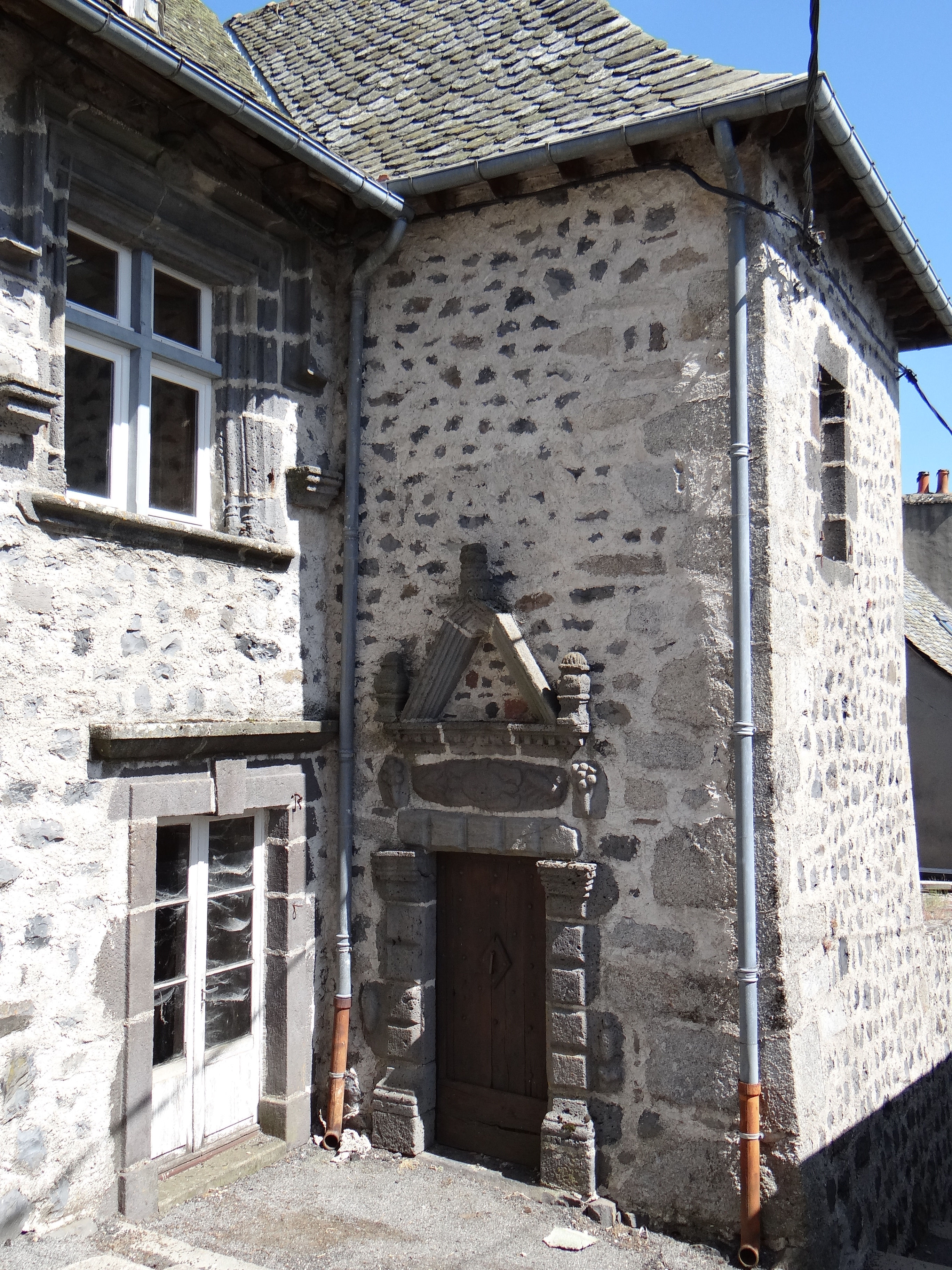
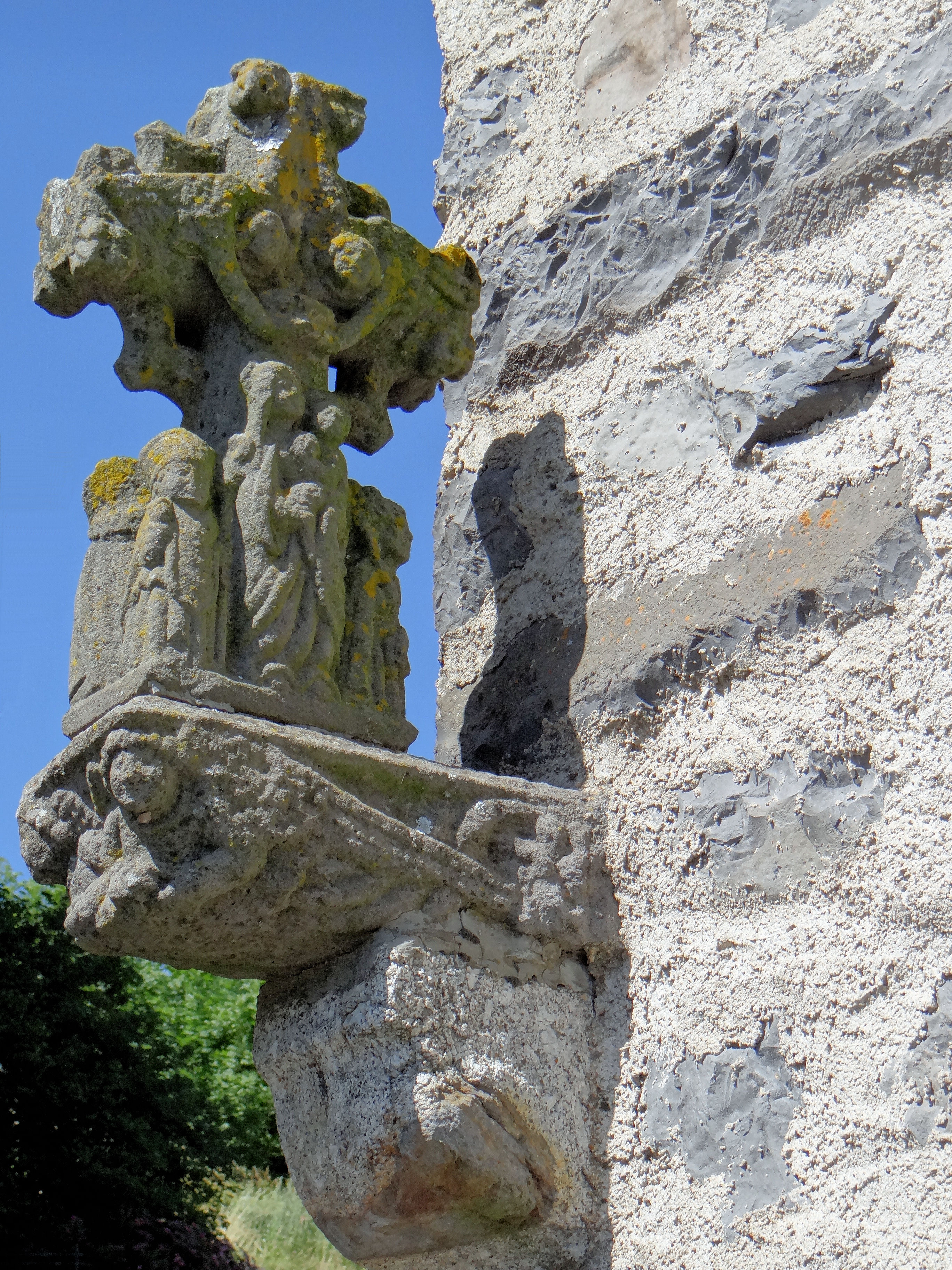
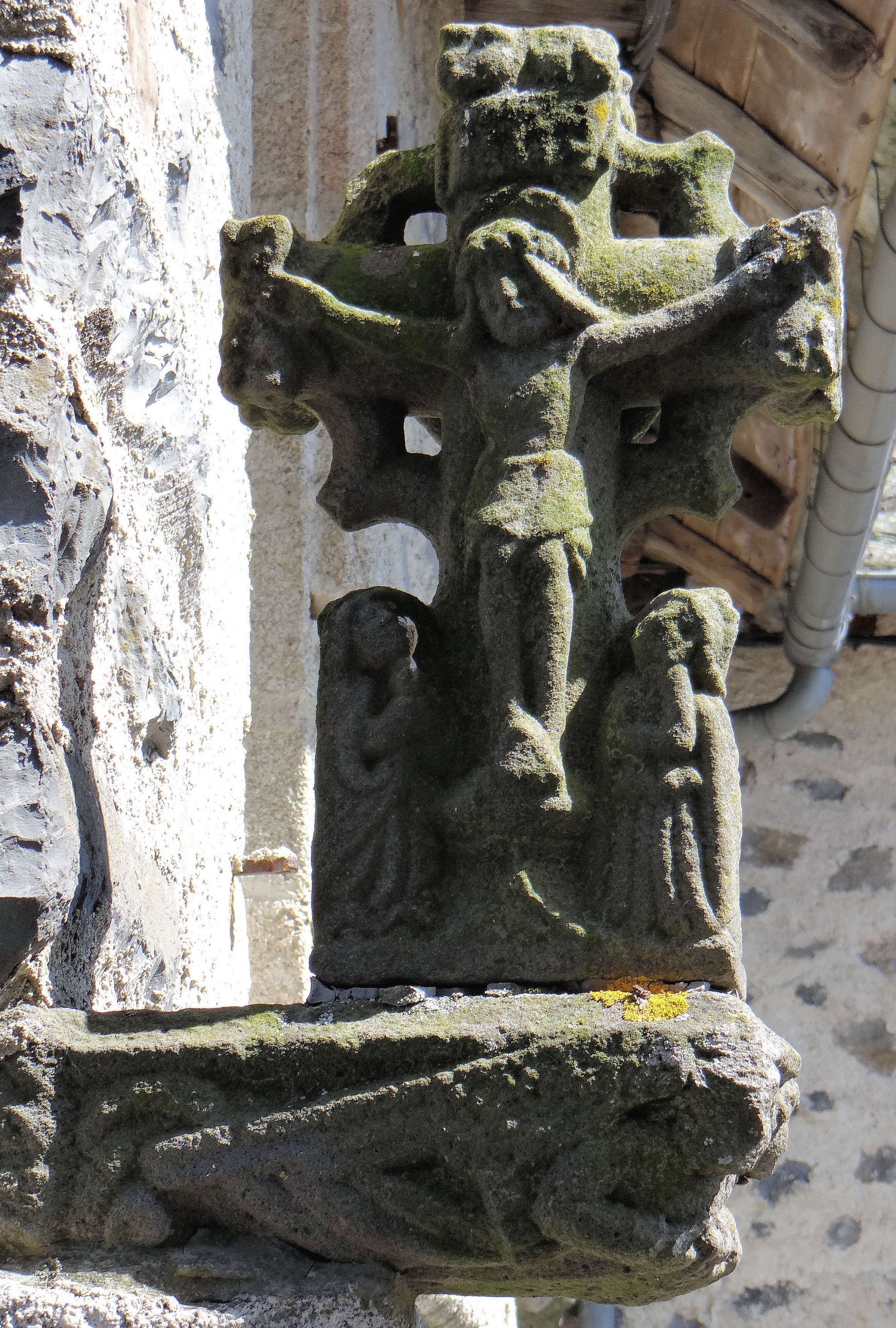
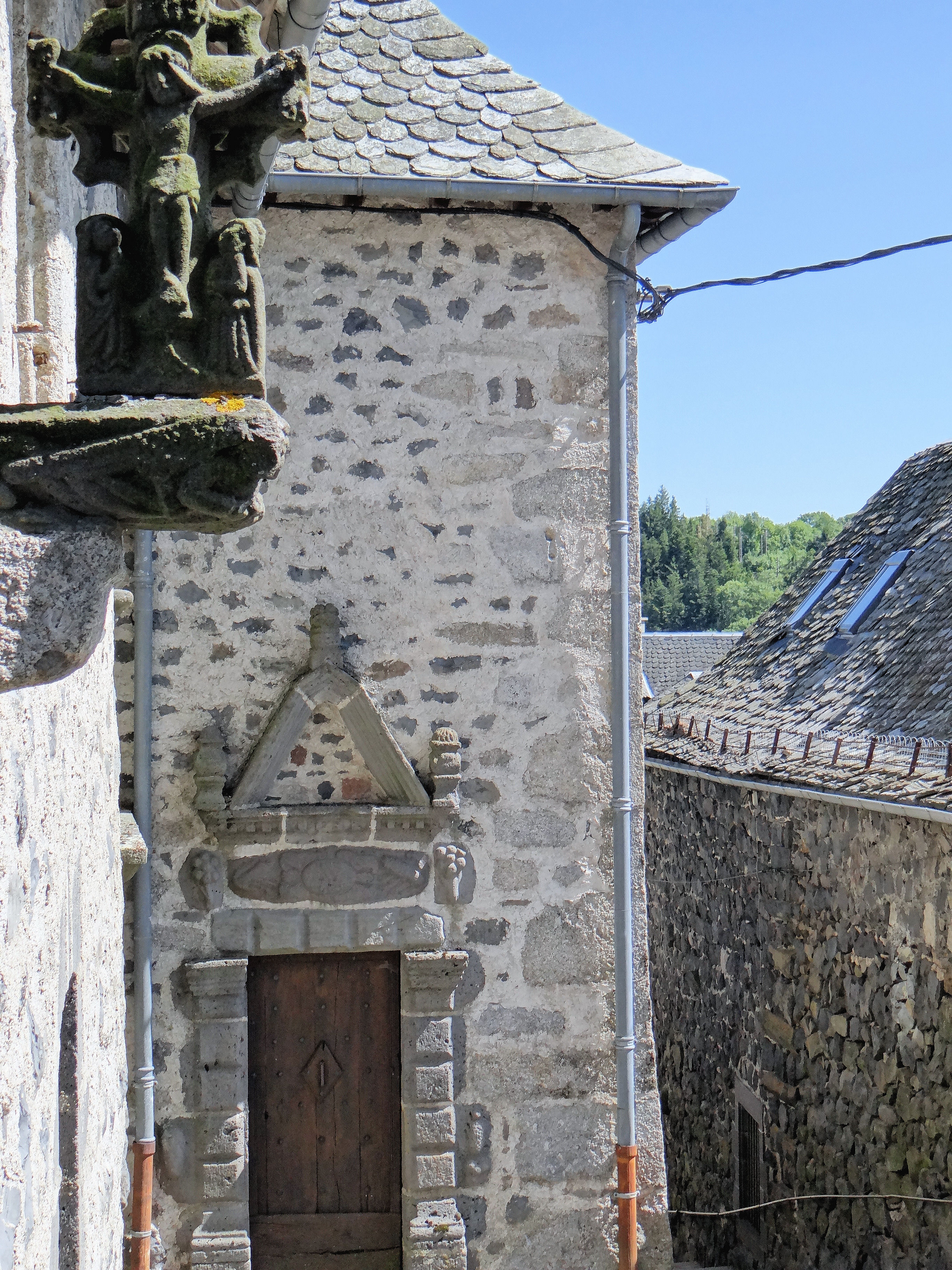

#### Chapelle Sainte-Thérèsede Laguiole

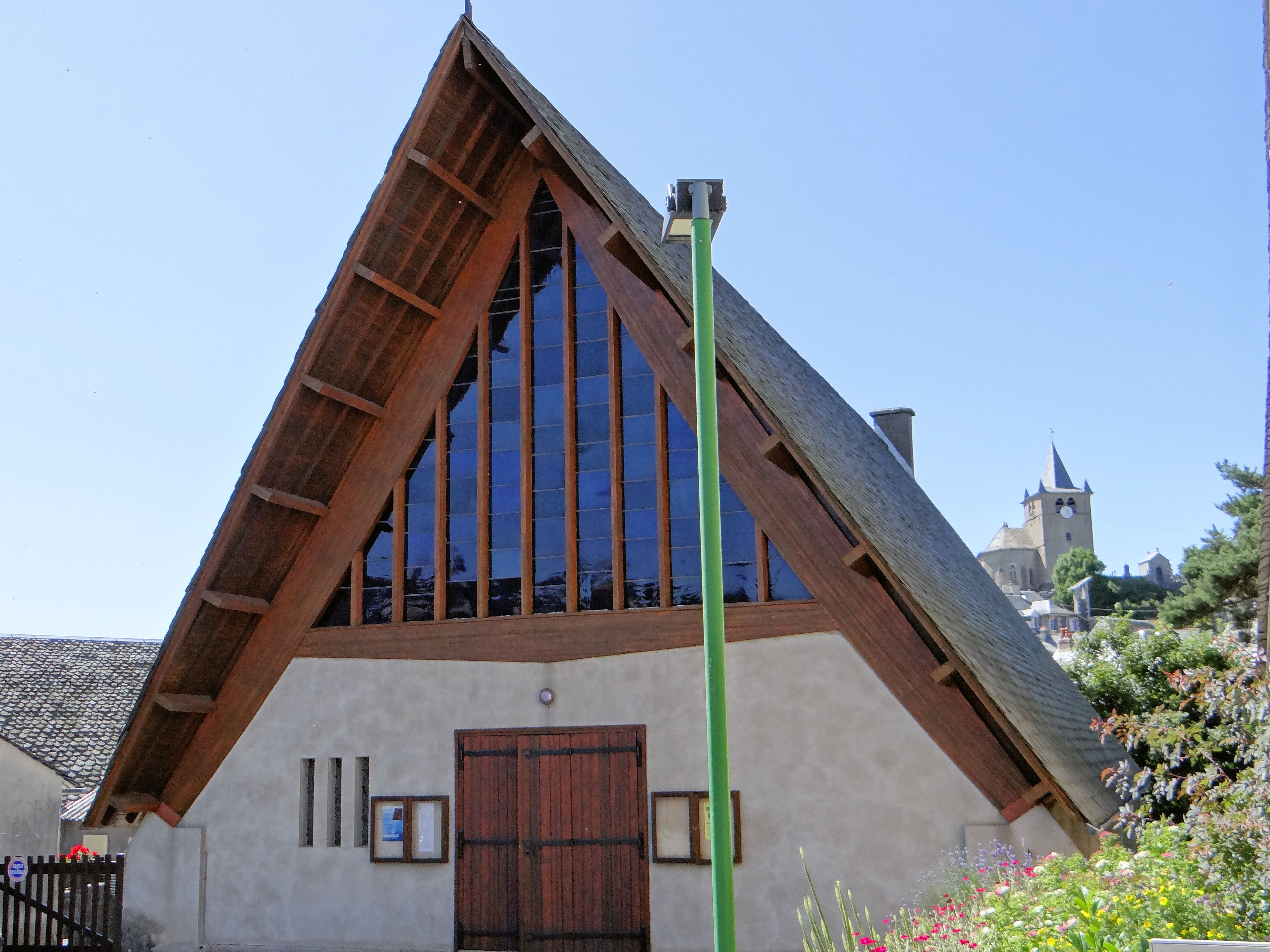
Chapelle sur la place du Foirail.

Cette chapelle se situe sur la place du Foirail. À l'intérieur, dans la crypte, on peut admirer la fresque réalisée par Nicolas Greschny.

### Édifices civils

#### Château de la Boissonnade
Inscrit aux monuments historiques en 1928

#### Château d'Oustrac
Inscrit aux monuments historiques en 2007

#### Rues anciennes et places
- Esplanade du Fort : vue panoramique sur le Plomb du Cantal, le Lévézou..Statue de l'Assomption de la Vierge dite Notre-Dame-du-Fort
- Rue Bombecul, ancienne rue principale du vieux faubourg, "lou barry".
- Place de l'Ancien-Foirail et son Taureau de Laguiole.

#### Pont de Pigasse
Le pont de Pigasse enjambe la Selves.

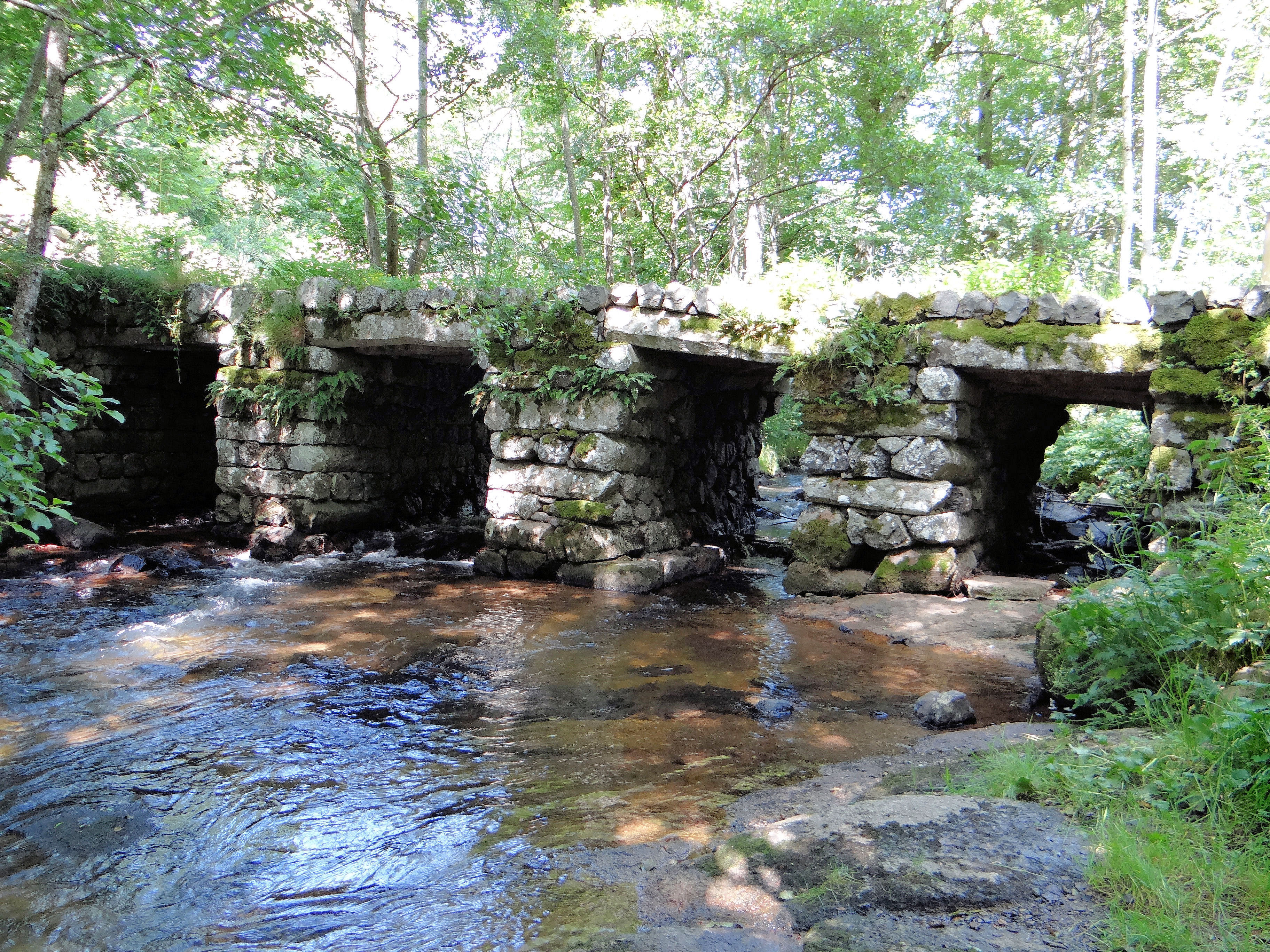
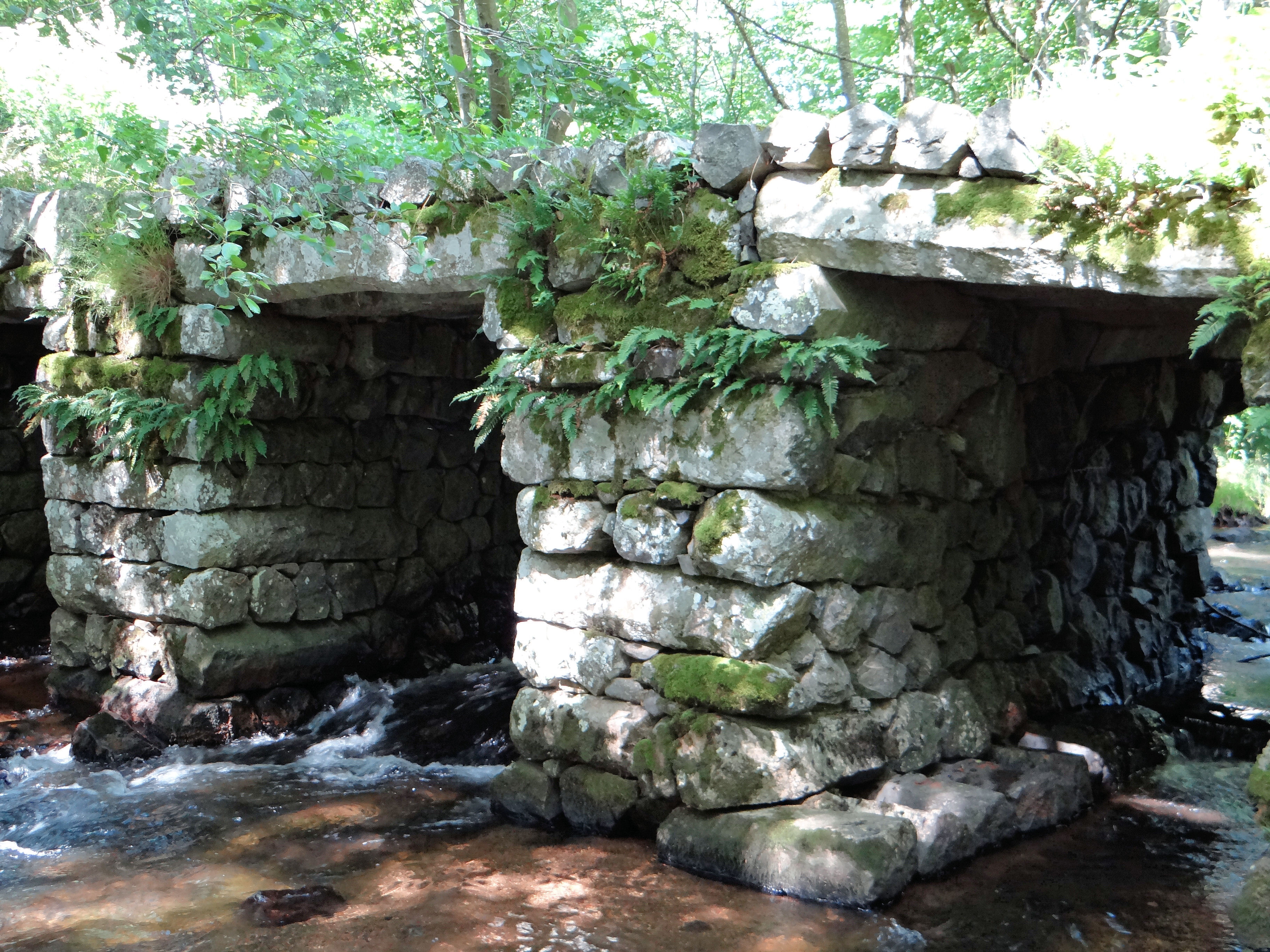
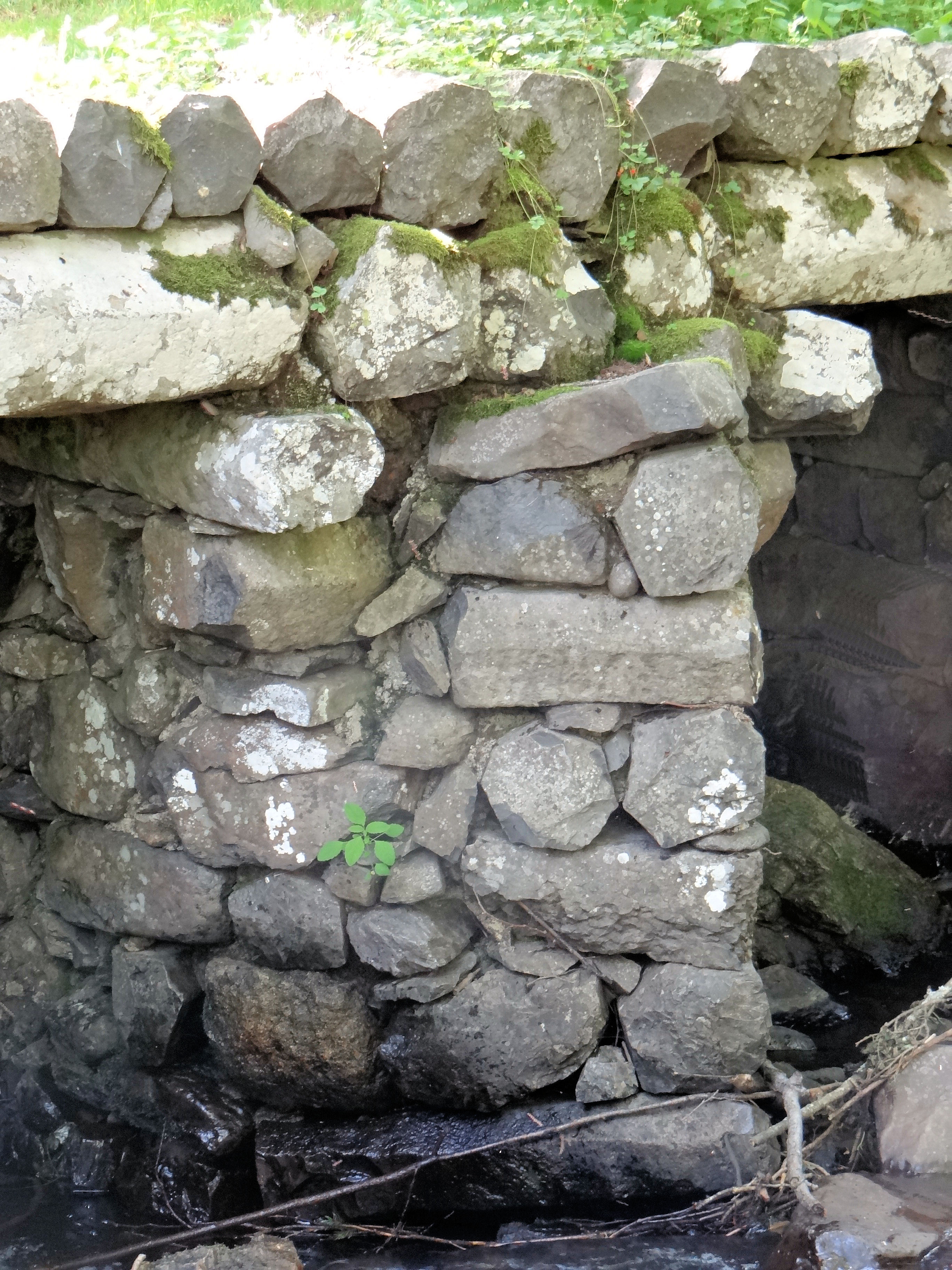
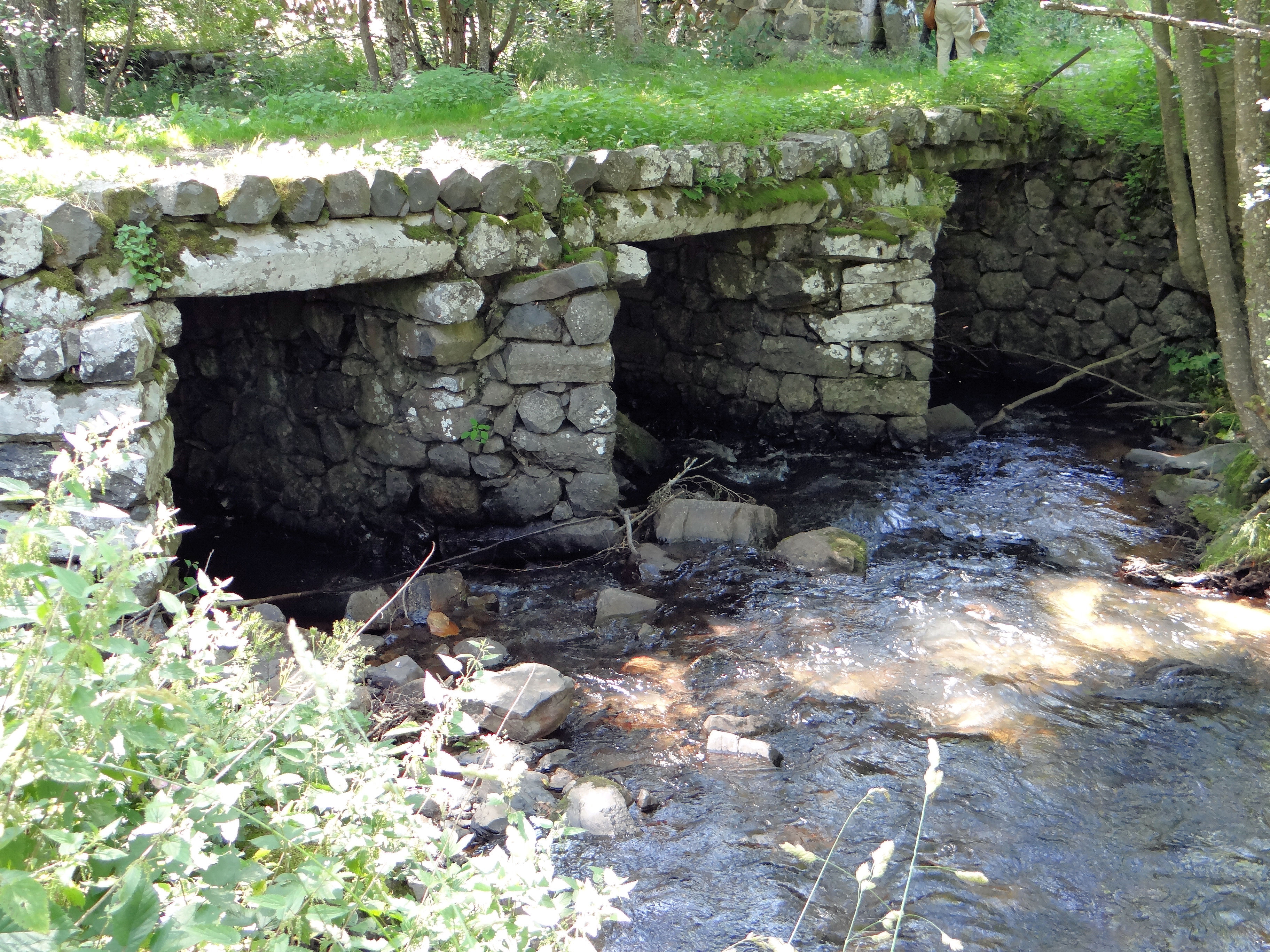

#### Musée du Couteau Laguiole et de l'objet forgé
Le musée du couteau Laguiole et de l'objet forgé présente des couteaux Laguiole anciens et des outils des métiers d’autrefois, avec démonstration de forge.

### Patrimoine naturel
- La cascade des Oules, avec un sentier de découverte.

### Patrimoine culturel
- Le Taureau de Laguiole, œuvre du sculpteur animalier Georges Guyot, représentant la race Aubrac, placé sur son socle d'orgue basaltique sur la place du Foirail depuis 1947. L'année 2017, anniversaire des 70 ans du taureau, fut l'occasion d'organiser des animations autour de cet événement.
- La Gentiane Pneumonanthe, sculpture de Michel Besson, au début de la route de l'Aubrac.
- Musée du Couteau Laguiole & de l'objet forgé (couteaux Laguiole anciens & outils des métiers d’autrefois, forgeron de l'acier Damas ...).

### Couteau

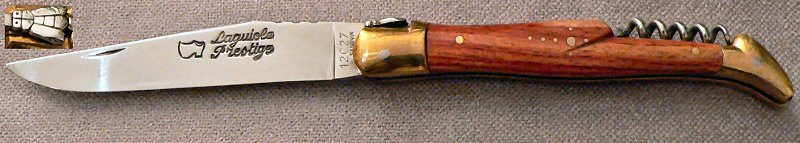
Un laguiole moderne lame dépliée et équipé d'un tire-bouchon, avec en haut à gauche un agrandissement de l'abeille.

Le Laguiole  est aussi un type de couteau.
Le village s'est débaptisé symboliquement le 19 septembre 2012 pour protester contre un jugement acceptant l'utilisation de la marque « Laguiole » pour des objets non fabriqués localement.

### Gastronomie

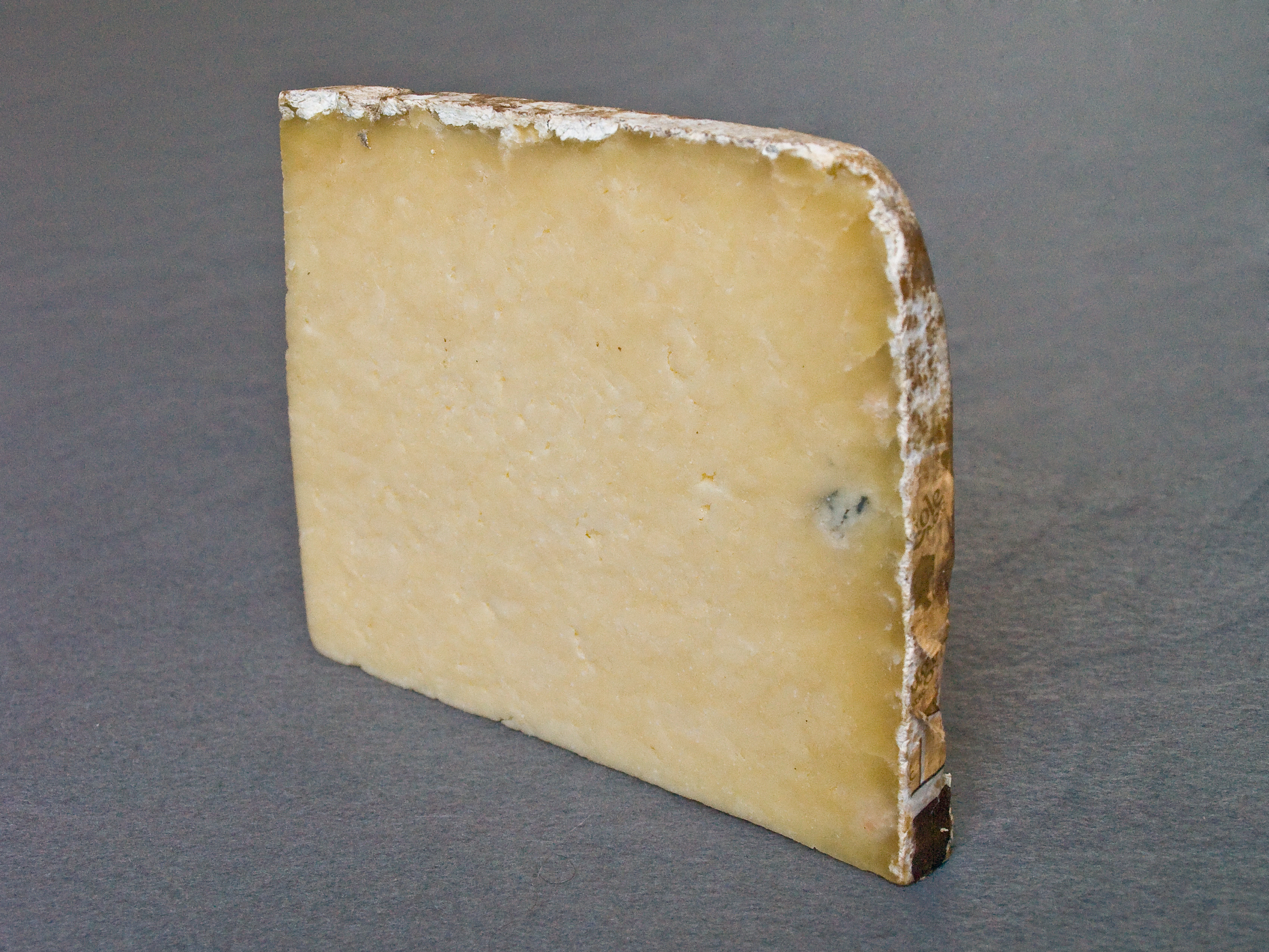
Tranchette de laguiole affiné.

Laguiole a donné son nom au laguiole, parfois appelé fourme de Laguiole. C'est un fromage à pâte pressée non cuite.
La tome fraîche, issue du premier pressage, peut être sortie du cycle de fabrication des fourmes pour être utilisée dans la réalisation de l'aligot, plat usuel de l'Aubrac. Il s'agit d'une purée de pommes de terre dans laquelle on inclut cette tome. Le geste de tourner la purée a son importance pour faire filer la pâte. La tome entre également dans la préparation du retortillat, autre plat typique du pays.

### Personnalités liées à la commune
- Michel Bras, né en 1946 à Gabriac (Aveyron), chef cuisiner, tient un restaurant près de Laguiole, portant trois étoiles au Guide Michelin depuis 1999.
- Famille Baduel d'Oustrac, famille de notables locaux

### Héraldique
| Blason de la commune de Laguiole | Les armes de la commune de Laguiole se blasonnent ainsi : Écartelé : au 1er et au 4e de gueules au griffon d'or, au 2e et au 3e de gueules au sautoir d'argent cantonné de quatre clés du même. |

## Pour approfondir

### Filmographie
- Thierry Moysset (Participant) et pas de mention de réalisateur, Forge de Laguiole : un état d'esprit au service de la performance. : Film présenté au XXIVème Festival international de l'image institutionnelle et corporate (FIMAC) 2011, S.l., C tout vu production, 2010, 1 fichier vidéo numérique (6 min 21 s) : coul. (PAL), son. (BNF 42472061)